# 蒙彼利埃
蒙彼利埃（法語：Montpellier，法語發音：[mɔ̃pəlje] ⓘ 或 [mɔ̃pɛlje]，奧克語發音：[mumpeˈʎɛ]），法国南部城市，奥克西塔尼大区埃罗省的一个市镇，也是该省的省会和人口最多的城市。其市镇面积为56.88平方公里，2022年1月1日时人口数量为307,101人，在法国排名第七，其所在的市镇公共合作组织已于2016年升级成为都会区。
蒙彼利埃的城市起源于公元10世纪，其医学院创建于12世纪，被认为是欧洲最早的高等医学教育机构，诺查丹玛斯、彼特拉克、拉伯雷、奥古斯特·孔德等著名人物均曾在此就读。蒙彼利埃自中世纪中后期以来一直为区域性的行政中心，并于1970至2015年间为朗格多克-鲁西永大区的首府。
蒙彼利埃因其靠近地中海的地理位置和较为温暖的气候而闻名，自20世纪50年代以来吸引了大量来自马格里布地区和北方寒冷地区的移民，城市不断扩张，现已成为法国南部重要的科教和商业中心。

## 地名来源
“蒙彼利埃”一名来源于拉丁语，出现于中世纪中期，指当地的一座位于莫松河与莱兹河之间的小丘，后经衍变成为。

## 历史

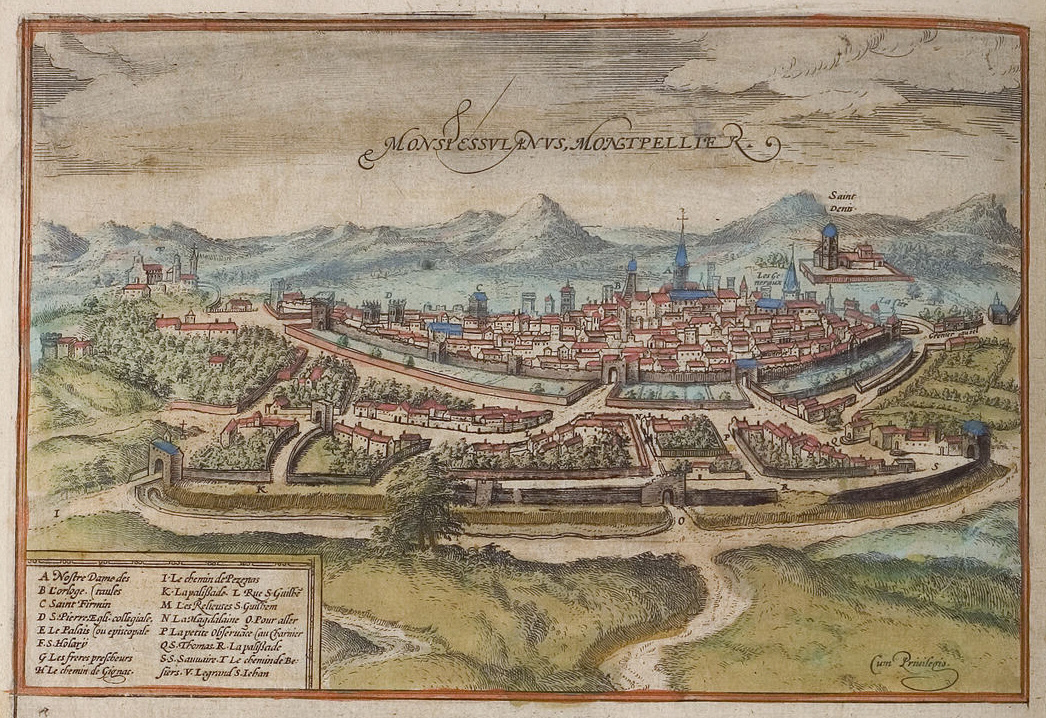
16世紀的蒙彼利埃

### 先古时期
蒙彼利埃地区早在公元前一万年就已出现人类活动，其遗址位于今蒙彼利埃城区的皮拉枫丹街（rue de la Fontaine du Pila）附近，在有轨电车2号线的修建过程中被发掘。公元前123年，朗格多克地区被罗马人入侵，成为高卢纳博讷行省。其间，沿地中海海岸线修建的罗马大道多米蒂亚之路从蒙彼利埃附近经过，并形成了一个叫“六站城”的聚落，意为该大道的第六个驿站，其城址位于今卡斯泰尔诺勒莱兹境内。

### 中世纪
公元418年，西哥特王国成立，连接卡马尔格和鲁埃格的运盐通道被开辟，并与多米蒂亚之路在蒙彼利埃附近交汇，这一地区逐渐出现了村落。公元985年11月26日，默尔格伊的贝纳尔二世宣布蒙彼利埃庄园成立，并册封吉耶姆一世为庄园主。中世纪中期，蒙彼利埃由与其同名的家族统治，因其较为便利的交通条件和安稳的政治环境而吸引了大量人口，城市得到了快速建设。1181年，吉耶姆八世在蒙彼利埃创办了医学院，并允许自由学术研究，使其成为了西欧乃至全世界最早的医学院。1204年，蒙彼利埃的玛丽与阿拉贡国王佩德罗二世联姻，蒙彼利埃就此划入阿拉贡王国的版图，并成立了蒙彼利埃地方政府，拥有了较多的自治管理权力，城市发展达到顶峰。1349年，马略卡的雅各三世为保证其在伊比利亚半岛的统治地位，将位于比利牛斯山以北的蒙彼利埃卖给了法兰西王国，蒙彼利埃成为朗格多克行省的首府，该行省后改为公国，直至法国大革命。
中世纪后期，蒙彼利埃多次遭受寒潮及黑死病疫情，造成了大量的人员伤亡；同时，受到宗教战争的影响，大批朗格多克地区的商人逃离，使得蒙彼利埃城市逐渐衰落。

### 近代

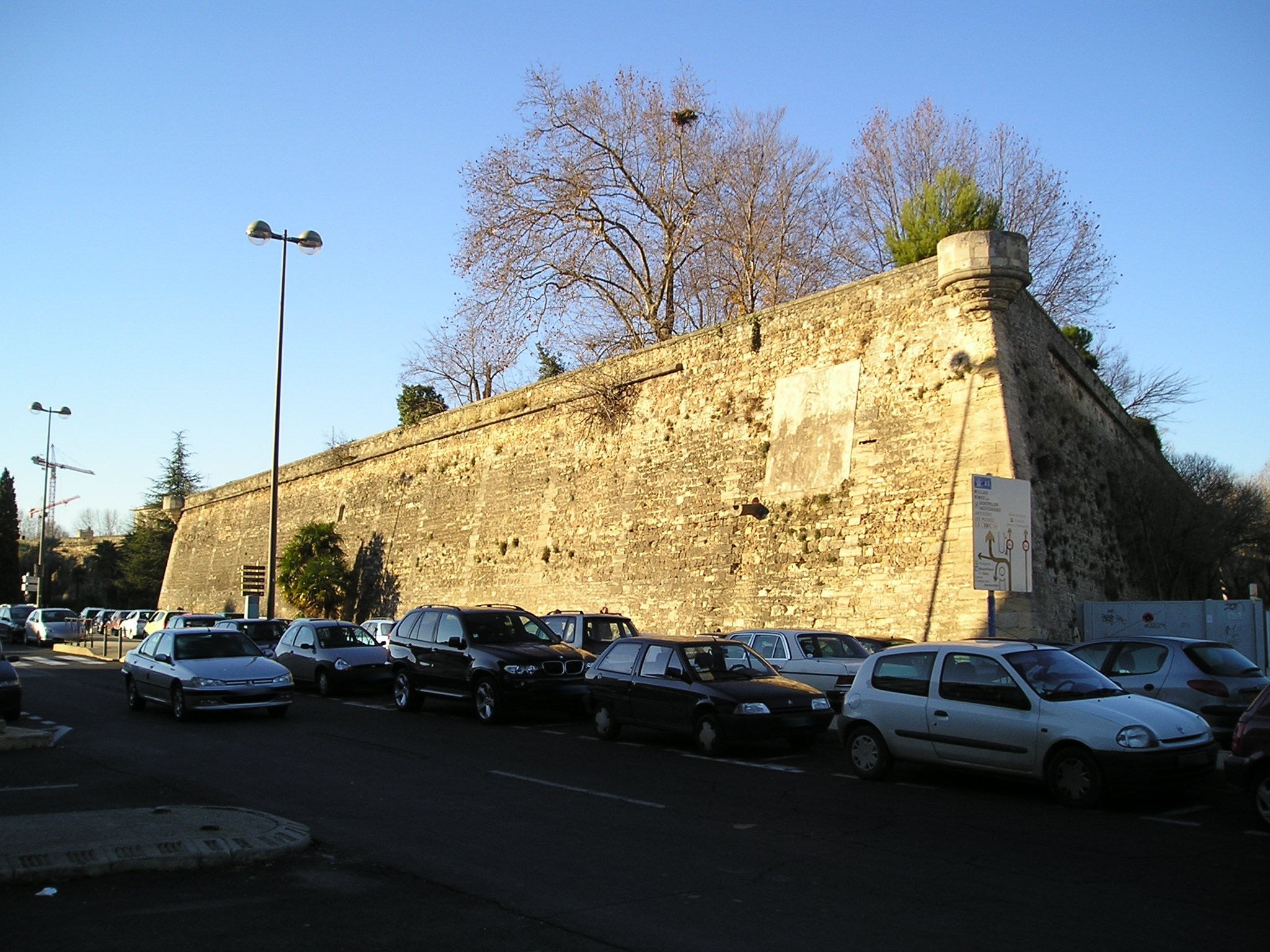
蒙彼利埃军事城堡遗址

1598年，《南特敕令》承认了新教徒在蒙彼利埃的地位，雨格诺派逐渐这一地区的主要的人，蒙彼利埃在经历了几个世纪的衰落之后开始复兴。1622年，雨格诺派在蒙彼利埃与法兰西军队展开激烈的斗争，史称蒙彼利埃战争，成为了雨格诺派复仇的第一场战役，后雨格诺派不敌皇军，被迫签订《蒙彼利埃条约》，退出了朗格多克地区，并拆除了相关防御设施。1624年，路易十三主持修建了蒙彼利埃军事城堡，旨在加强对这一地区的统治，一些天主教建筑也开始出现，如佩鲁门、佩鲁大道、圣母教堂等，蒙彼利埃城市雏形在这一时期大致形成。而连接主城与军事城堡之间的大片空地于1755年开辟为喜剧广场，以同一时期修建的大剧场命名，成为了蒙彼利埃的城市核心。
法国大革命后，朗格多克行省被撤销，蒙彼利埃成为埃罗省的省会，并下属蒙彼利埃区。1790至1794年间，蒙彼利埃相继合并了相邻的塞勒讷沃、蒙泰尔莱蒙彼利埃（Montels-lès-Montpellier）、蒙托贝龙（Montauberon）和圣伊莱尔（Saint-Hilaire）四个市镇。19世纪中期，时任蒙彼利埃市长的朱尔·帕热齐从巴黎城市规划中受到启发，在蒙彼利埃主持修建了大批奥斯曼风格的建筑，包括法院大楼、火车站和一些集中式民宅。蒙彼利埃早期有轨电车于1897年建成通车，后因设施老化和私家车的兴起于1949年停运。

### 现代

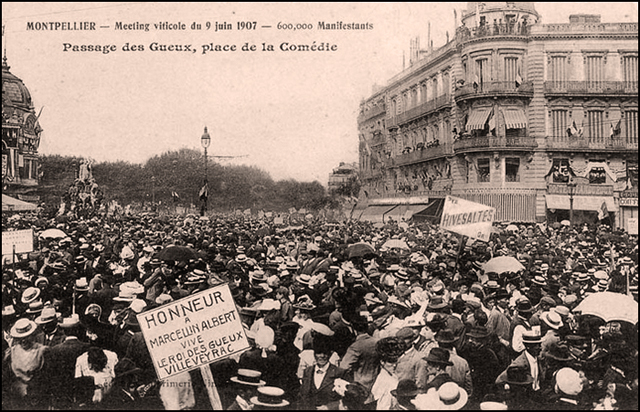
1907年蒙彼利埃葡萄种植园主暴动

1907年6月9日，因不满当时法国总理乔治·克列孟梭所施行的海外产品关税减免政策，蒙彼利埃发生了法兰西第三共和国历史上最大的反抗暴动，包括葡萄种植园主、农民以及学生、工人等超过60万各阶级人民参加了此次游行，法国南部大部分地区以及当时的法属阿尔及利亚也随之响应。该暴动直至当年年底才逐渐结束，此后，酒农保护工会（Syndicat viticole）在法国各红酒产区出现，朗格多克地区的葡萄酒生产逐渐恢复正常水平。
第二次世界大战期间，蒙彼利埃由维希法国控制。1944年，蒙彼利埃遭遇了多次空袭，并于当年8月底由法兰西第一自由纵队解放。二战结束后，受到阿尔及利亚战争的影响，大批黑脚返回法国并驻扎于朗格多克地区；同时，这一地区的地中海景观及相对温暖的气候也使得许多法国北方乃至欧洲多地的居民选择长期移居于此，蒙彼利埃人口数量得以迅速上升，三十年内增长超过一倍。1973年，蒙彼利埃所在的埃罗省与相邻的加尔省、洛泽尔省、奥德省和东比利牛斯省组成成了朗格多克-鲁西永大区，蒙彼利埃成为了该大区的首府及人口最多的城市，2016年，朗格多克-鲁西永大区与相邻的南部-比利牛斯大区合并成为奥克西塔尼大区，新的首府迁至图卢兹。

## 地理环境

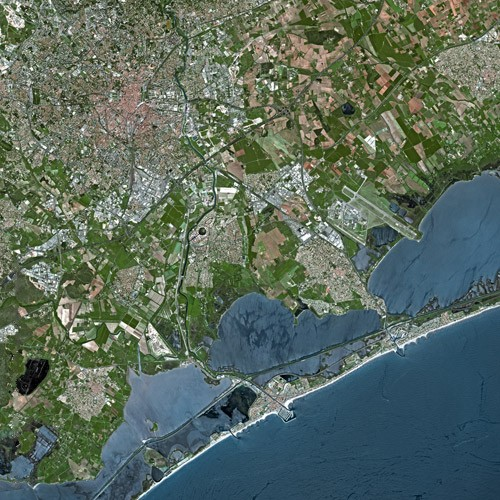
蒙彼利埃卫星图

### 位置
蒙彼利埃位于法国南部，奥克西塔尼大区和埃罗省的东部，市镇总面积56.88平方公里，市区距离地中海大约13公里。与蒙彼利埃接壤的市镇包括：滨河圣克莱芒、圣让德韦达斯、卡斯泰尔诺勒莱兹、克拉皮耶、格拉贝勒、瑞维尼亚克、拉特、莫吉奥、莱兹河畔蒙费里耶、圣欧内斯。

### 地形
蒙彼利埃位于地中海与塞文山脉过渡地带，地势由南向北逐渐抬升，市区内地形平坦，市区北部部分街区则为丘陵地貌。全市的海拔在8至119米之间。

### 地质
蒙彼利埃所处地区为较为典型的山前冲积平原，地表主要为砂质土壤，并富含贝壳石灰岩。蒙彼利埃的奥克语别称的中文含义为“石头堆”，该名即来源于这一地质景观。

### 水文
蒙彼利埃境内的主要河流包括莫松河、莱兹河及其支流韦尔当松河，均独立入海，不属于法国五大水系当中的任何一个。其中莫松河上游的莱加里格湖（Lac des Garrigues）是当地最大的人工水库，而莱兹河流经蒙彼利埃城市核心区域，是当地现代城市景观的重要组成部分。除此之外，蒙彼利埃境内没有大型水域分布。

### 植被
蒙彼利埃地区的主要植被类型为亚热带硬叶林，代表性农作物包括橄榄、柑橘、葡萄等。城市绿地主要包括戴高乐公园、蒙彼利埃植物园及莱兹河两岸；市区北部和西部的山麓地区亦有零星树林分布。
在鲜花城市的评比中，蒙彼利埃被评为2星级鲜花城市。

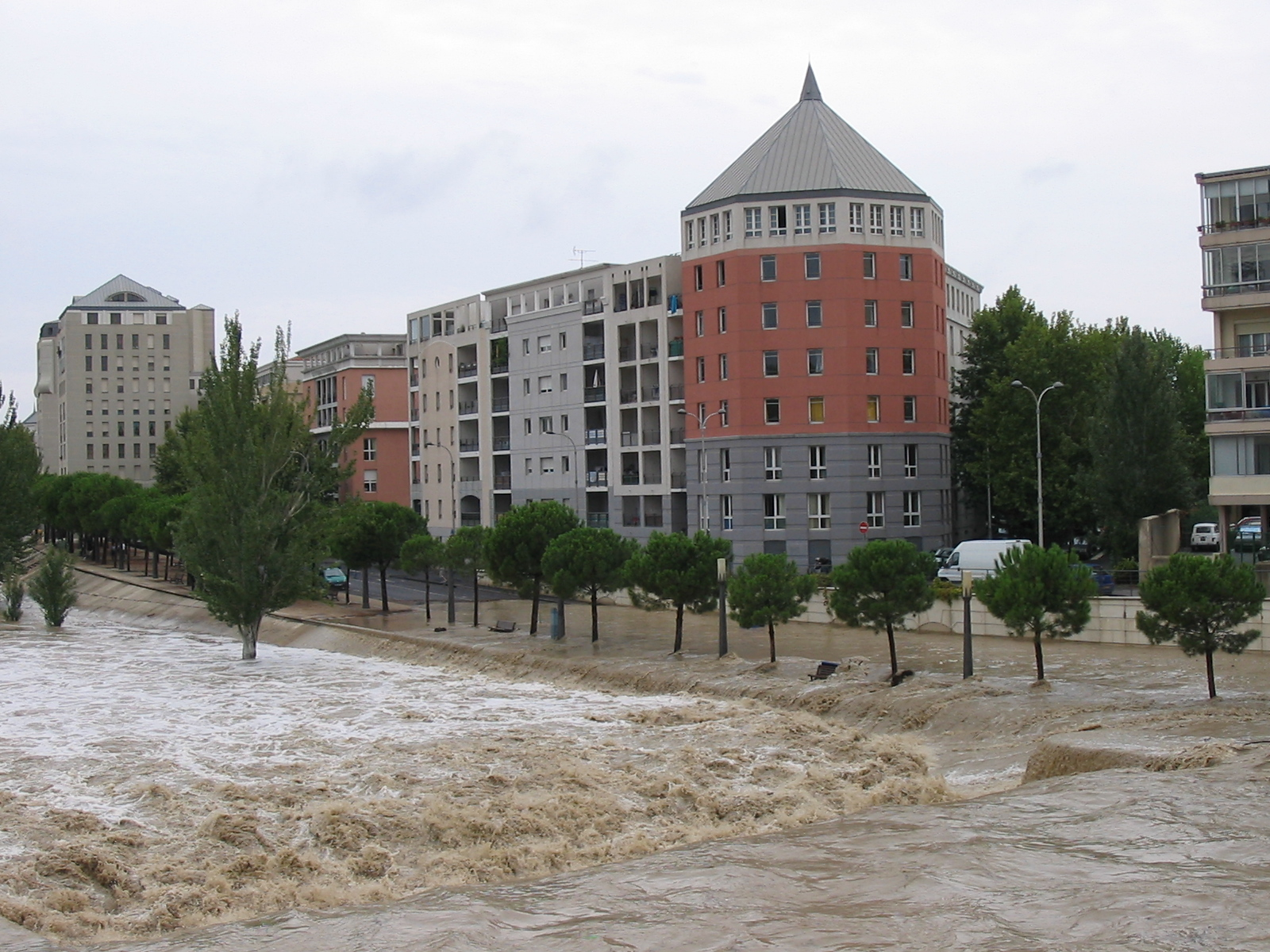
受到洪涝灾害影响的蒙彼利埃，摄于2005年

### 气候
蒙彼利埃位于较为典型的亚热带地中海气候区，冬季温暖，夏季干燥炎热。因其较为特殊的海陆位置，蒙彼利埃地区在每年秋季易受到塞文气候的影响，出现短时间内的大规模降水：2014年9月29日，蒙彼利埃的日降水量达到了300毫米，造成了较为严重的城市内涝。此外，蒙彼利埃因纬度位置相对较低，故历史上极少出现降雪天气，2018年2月28日，蒙彼利埃迎来了大规模的降雪天气，最大降雪量超过30厘米，出现了非常罕见的“南国冰雪”景观。2019年6月28日，蒙彼利埃出现了44度的高温记录。
| 1981–2010年平均數據                                       | 1981–2010年平均數據 | 1981–2010年平均數據 | 1981–2010年平均數據 | 1981–2010年平均數據 | 1981–2010年平均數據 | 1981–2010年平均數據 | 1981–2010年平均數據 | 1981–2010年平均數據 | 1981–2010年平均數據 | 1981–2010年平均數據 | 1981–2010年平均數據 | 1981–2010年平均數據 | 1981–2010年平均數據 |
| 月份                                                      | 1月                 | 2月                 | 3月                 | 4月                 | 5月                 | 6月                 | 7月                 | 8月                 | 9月                 | 10月                | 11月                | 12月                | 全年                |
| --------------------------------------------------------- | ------------------- | ------------------- | ------------------- | ------------------- | ------------------- | ------------------- | ------------------- | ------------------- | ------------------- | ------------------- | ------------------- | ------------------- | ------------------- |
| 历史最高温 °C（°F）                                       | 21.2 (70.2)         | 22.5 (72.5)         | 27.4 (81.3)         | 30.4 (86.7)         | 35.1 (95.2)         | 37.2 (99.0)         | 37.5 (99.5)         | 36.8 (98.2)         | 36.3 (97.3)         | 31.8 (89.2)         | 27.1 (80.8)         | 22.0 (71.6)         | 37.5 (99.5)         |
| 平均高温 °C（°F）                                         | 11.6 (52.9)         | 12.8 (55.0)         | 15.9 (60.6)         | 18.2 (64.8)         | 22.0 (71.6)         | 26.4 (79.5)         | 29.3 (84.7)         | 28.9 (84.0)         | 25.0 (77.0)         | 20.5 (68.9)         | 15.3 (59.5)         | 12.2 (54.0)         | 19.9 (67.8)         |
| 日均气温 °C（°F）                                         | 7.2 (45.0)          | 8.1 (46.6)          | 10.9 (51.6)         | 13.5 (56.3)         | 17.3 (63.1)         | 21.2 (70.2)         | 24.1 (75.4)         | 23.7 (74.7)         | 20.0 (68.0)         | 16.2 (61.2)         | 11.1 (52.0)         | 8.0 (46.4)          | 15.1 (59.2)         |
| 平均低温 °C（°F）                                         | 2.8 (37.0)          | 3.3 (37.9)          | 5.9 (42.6)          | 8.7 (47.7)          | 12.5 (54.5)         | 16.0 (60.8)         | 18.9 (66.0)         | 18.5 (65.3)         | 15.0 (59.0)         | 11.9 (53.4)         | 6.8 (44.2)          | 3.7 (38.7)          | 10.4 (50.7)         |
| 历史最低温 °C（°F）                                       | −15 (5)             | −17.8 (0.0)         | −9.6 (14.7)         | −1.7 (28.9)         | 0.6 (33.1)          | 5.4 (41.7)          | 8.4 (47.1)          | 8.2 (46.8)          | 3.8 (38.8)          | −0.7 (30.7)         | −5 (23)             | −12.4 (9.7)         | −17.8 (0.0)         |
| 平均降水量 mm（）                                         | 55.6 (2.19)         | 51.8 (2.04)         | 34.3 (1.35)         | 55.5 (2.19)         | 42.7 (1.68)         | 27.8 (1.09)         | 16.4 (0.65)         | 34.4 (1.35)         | 80.3 (3.16)         | 96.8 (3.81)         | 66.8 (2.63)         | 66.7 (2.63)         | 629.1 (24.77)       |
| 平均降水天数                                              | 5.5                 | 4.4                 | 4.7                 | 5.7                 | 4.9                 | 3.6                 | 2.4                 | 3.6                 | 4.6                 | 6.8                 | 6.1                 | 5.6                 | 57.8                |
| 平均降雪天数                                              | 0.6                 | 0.7                 | 0.3                 | 0.0                 | 0.0                 | 0.0                 | 0.0                 | 0.0                 | 0.0                 | 0.0                 | 0.1                 | 0.7                 | 2.4                 |
| 平均相對濕度（％）                                        | 75                  | 73                  | 68                  | 68                  | 70                  | 66                  | 63                  | 66                  | 72                  | 77                  | 75                  | 76                  | 70.8                |
| 月均日照時數                                              | 142.9               | 168.1               | 220.9               | 227.0               | 263.9               | 312.4               | 339.7               | 298.0               | 241.5               | 168.6               | 148.8               | 136.5               | 2,668.2             |
| 来源1：Météo France                                       |                     |                     |                     |                     |                     |                     |                     |                     |                     |                     |                     |                     |                     |
| 来源2：Infoclimat.fr（取其1961–1990年濕度和雨雪天氣數據） |                     |                     |                     |                     |                     |                     |                     |                     |                     |                     |                     |                     |                     |

## 行政区划

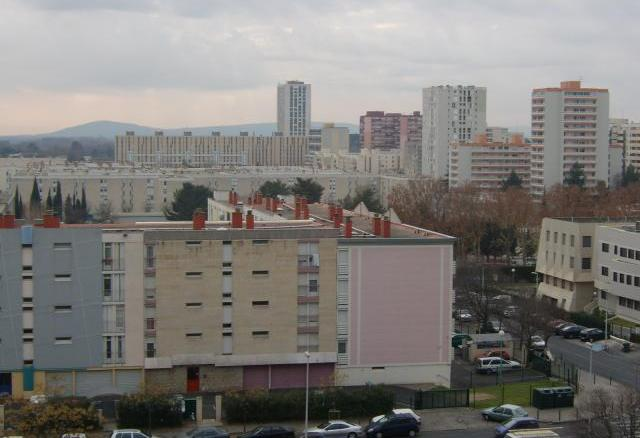
蒙彼利埃西北部的一处集中式居民区

蒙彼利埃是法国奥克西塔尼大区埃罗省的一个市镇，编号为34172，它也是埃罗省的省会。蒙彼利埃下辖蒙彼利埃区，管理六个省级选区：蒙彼利埃第一、二、三、四、五县和蒙彼利埃-卡斯泰尔诺勒莱兹县，分属于埃罗省第一、二、三、八、九选区，同时也是蒙彼利埃地中海都会区的办公驻地。
蒙彼利埃共有7个“街区”（Quartier），法国国家统计与经济研究所（简称）在进行数据统计时，将蒙彼利埃及周边另外21个市镇设为蒙彼利埃城市核心区，并将包括核心区在内的附近共116个市镇划为蒙彼利埃城市区。自2020年起，蒙彼利埃城市区被包含161个市镇的蒙彼利埃城市辐射区代替。此外，还将蒙彼利埃市镇分为了88个“块区”，以便于统计人口分布情况。
| 蒙彼利埃行政区划                                                      | 蒙彼利埃行政区划 | 蒙彼利埃行政区划 | 蒙彼利埃行政区划    | 蒙彼利埃行政区划 |
| --------------------------------------------------------------------- | ---------------- | ---------------- | ------------------- | ---------------- |
| 蒙彼利埃市中心 莫松 塞文山 医院-学院 银色十字架 斗兽场附近 玛丽安娜港 |                  |                  |                     |                  |
| 街区名称                                                              | 街区原名         | 所含块区数量     | 人口数量 （2014年） |                  |
| 蒙彼利埃中心                                                          |                  | 27               | 77,620              |                  |
| 莫松                                                                  |                  | 11               | 34,409              |                  |
| 医院-学院                                                             |                  | 11               | 36,990              |                  |
| 塞文山                                                                |                  | 14               | 43,304              |                  |
| 银色十字架                                                            |                  | 11               | 36,450              |                  |
| 斗兽场附近                                                            |                  | 6                | 18,502              |                  |
| 玛丽安娜港                                                            |                  | 8                | 21,283              |                  |
| 1.                                                                    |                  |                  |                     |                  |

## 交通

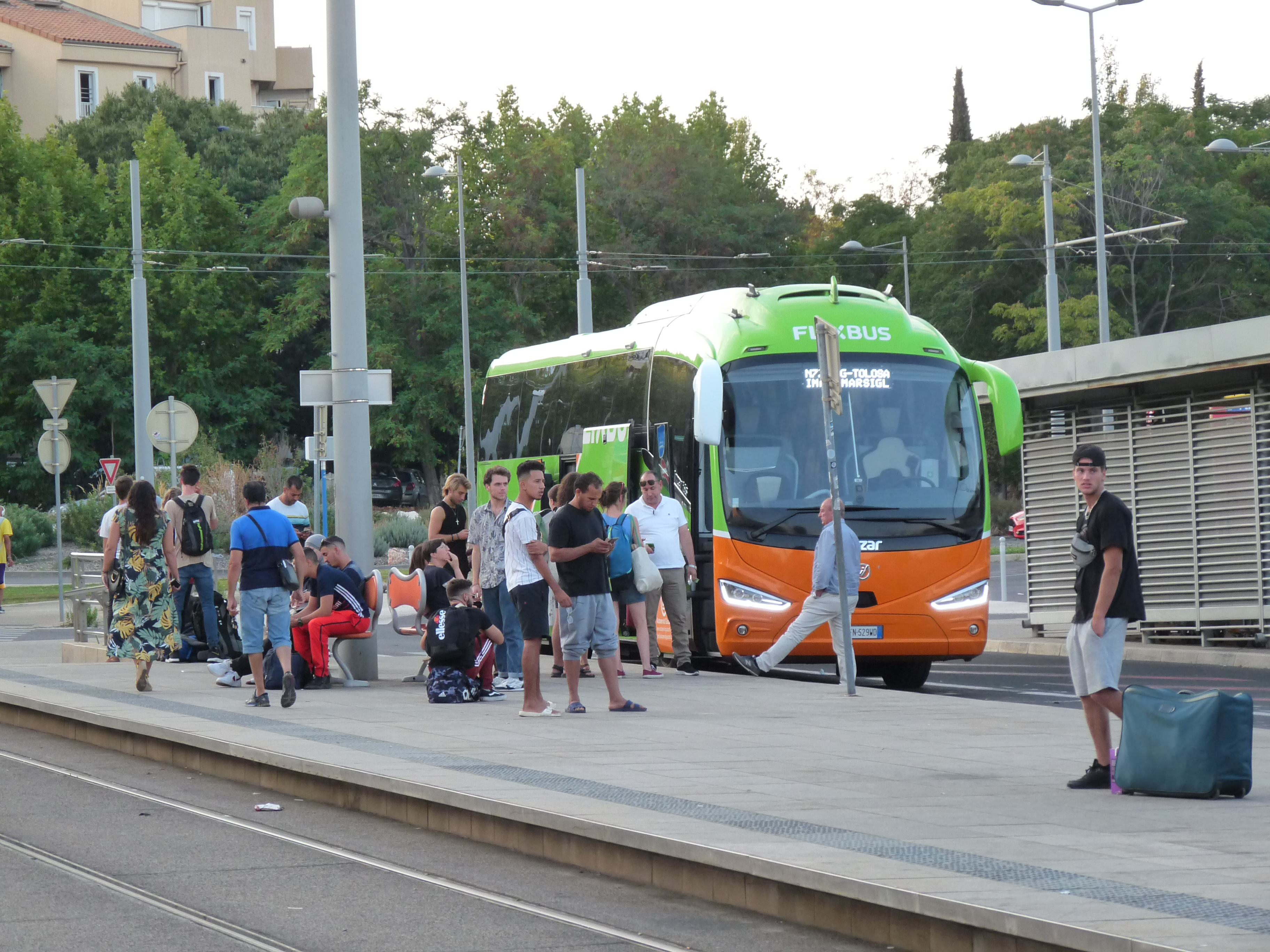
一辆停靠在萨比讷的长途汽车

### 公路
法国国家A9号高速公路及其支线A709号高速公路经过蒙彼利埃市区，并设有多个出入口；法国国道N109线向西连接A750号高速公路，可通向米约、洛代夫等地。此外，十余条埃罗省省道也在蒙彼利埃境内交汇。
蒙彼利埃市区南部的“萨比讷”（Sabines）和东部的“奥迪逊”是两个主要的长途汽车上下车点，法国及欧洲主要的长途巴士公司提供停靠这两处地方的汽车线路，可前往巴黎、里昂、马赛、巴塞罗那、波尔多、斯特拉斯堡等地。埃罗省城际客运则提供连接蒙彼利埃和周边主要市镇的常规或校车线路，并提供前往蒙佩利爾地中海國際機場的摆渡车。而奥克西塔尼大区城际客运则开通连接蒙彼利埃和米约之间的大巴车线路。
蒙彼利埃的城市道路建设和改造由蒙彼利埃地中海都会区负责。2015年，61.7%的蒙彼利埃居民拥有至少一辆私人汽车，市区设有多处停车场，由蒙彼利埃城市公共交通公司统一管理。2016年，蒙彼利埃市区内共发生交通事故284起，共造成10人遇难，119人重伤，224人轻伤。

### 铁路

蒙彼利埃圣罗克火车站

蒙彼利埃位于塔拉斯孔－塞特铁路线上，该铁路为复线电气化铁路，是法国南部重要的铁路干线；波朗－蒙彼利埃铁路已于1970年停止运营，后部分路段被蒙彼利埃有轨电车2号线南段利用。除此之外，法国高速铁路尼姆－蒙彼利埃绕道已于2017年建成通车，并远期计划向南延伸至佩皮尼昂。
蒙彼利埃市区内共有两个铁路客运车站：
蒙彼利埃圣罗克火车站，2005年以前名为“蒙彼利埃火车站”，位于市中心，是一个复合式铁路车站，候车厅位于铁道线上方，西侧为主站房，南侧和东侧亦可出入，该站每天开行直达巴黎、里昂、卢森堡、斯特拉斯堡、里尔、里昂、布鲁塞尔、巴塞罗那、马德里等地的高铁列车，前往波尔多、图卢兹和马赛的城际列车和前往尼姆、阿维尼翁、佩皮尼昂、卡尔卡松等地的区域列车。2001年，法国高铁地中海线建成通车，由该站前往巴黎的列车运行时间由原来的近9个小时缩短到了3个半小时。2017年，蒙彼利埃圣罗克站共发送旅客812.5万人次。
蒙彼利埃南法火车站，建成于2018年，位于蒙彼利埃市区东部，法国高速铁路尼姆－蒙彼利埃绕道上，是一个兼顾普通列车停靠的高速铁路车站，该站开行前往巴黎、马恩拉瓦莱、贝济耶方向的高速列车以及连接马赛和波尔多之间的城际列车。由于该站相对远离蒙彼利埃市中心，与之相连的蒙彼利埃有轨电车1号线延伸段尚未建成，加之其停靠车次数量较少，故其建设的必要性在当地民众中产生争议。

### 航空
蒙佩利爾地中海國際機場是法国南部的重要航空枢纽之一，位于蒙彼利埃市区东南部的莫吉奥境内，有机场巴士连接。该机场开行前往欧洲三十多个城市的直航航线。此外，蒙彼利埃开行直达巴黎戴高乐机场的高铁列车，可实现空铁联程。

### 城市公共交通
蒙彼利埃城市公共交通由蒙彼利埃城市圈公共交通公司运营，其商业名称为，线路网覆盖了蒙彼利埃地中海都会区境内的大部分市镇，同时还提供自由的租自行车服务和租汽车服务。
1897年至1949年间，蒙彼利埃曾拥有传统有轨电车线路网，后因设施老化和私人汽车的兴起而废弃。蒙彼利埃现代有轨电车始建于20世纪末，其中有轨电车1号线建成于2000年，2号线建成于2006年，3号线和4号线建成于2012年，这4条线路在圣罗克火车站同时交汇。截止2019年，蒙彼利埃有轨电车线路网包括4条线路和84个车站，总线路长度达56公里，日均运送旅客数量26.8万人次。此外，有轨电车1号线东沿线工程以及有轨电车5号线预计2022年前建成运营。蒙彼利埃有轨电车也因其多样性的涂装而闻名，已成为蒙彼利埃现代城市景观的组成部分，并被媒体评为“法国最美有轨电车”。

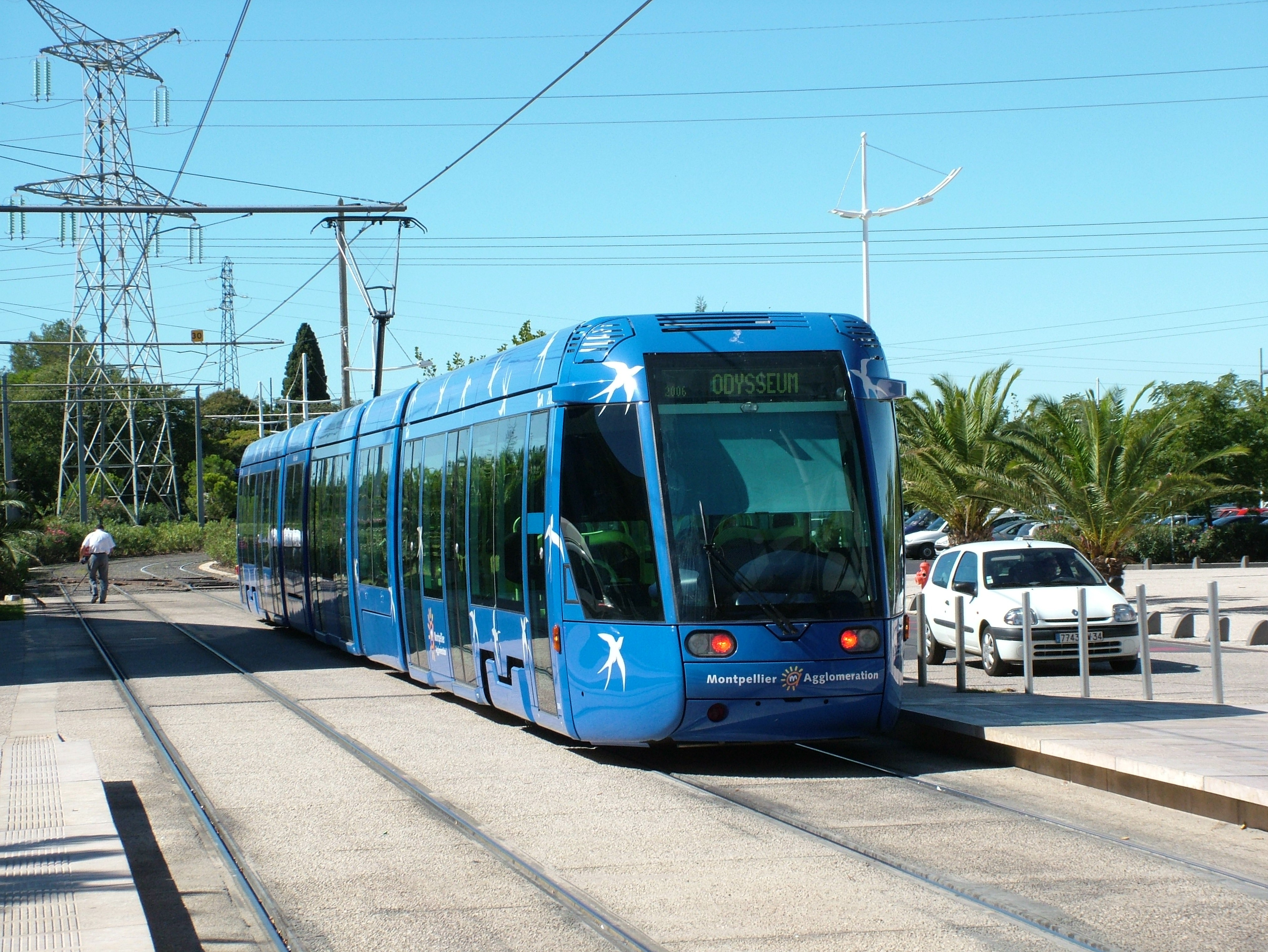
有轨电车1号线
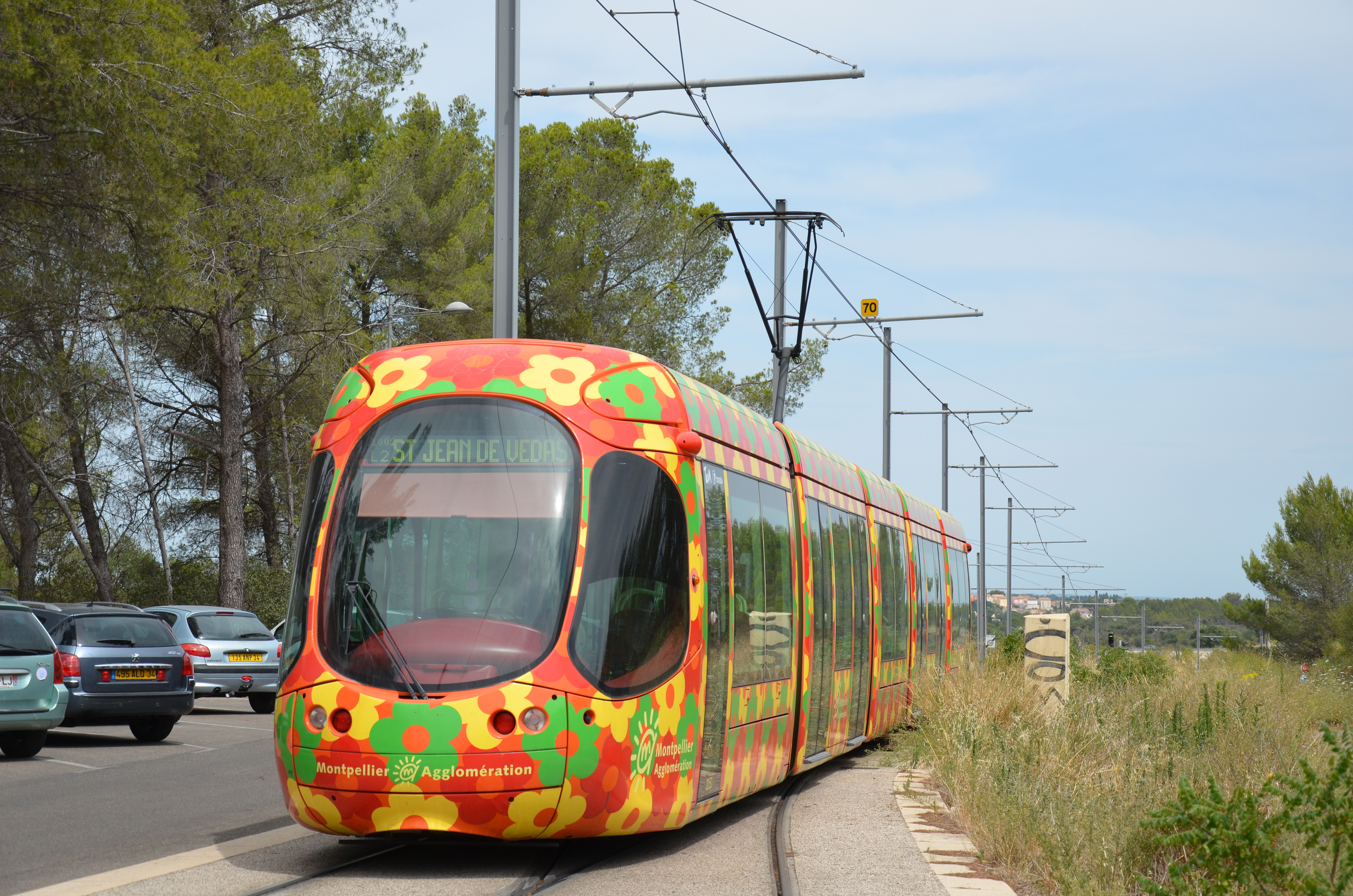
有轨电车2号线
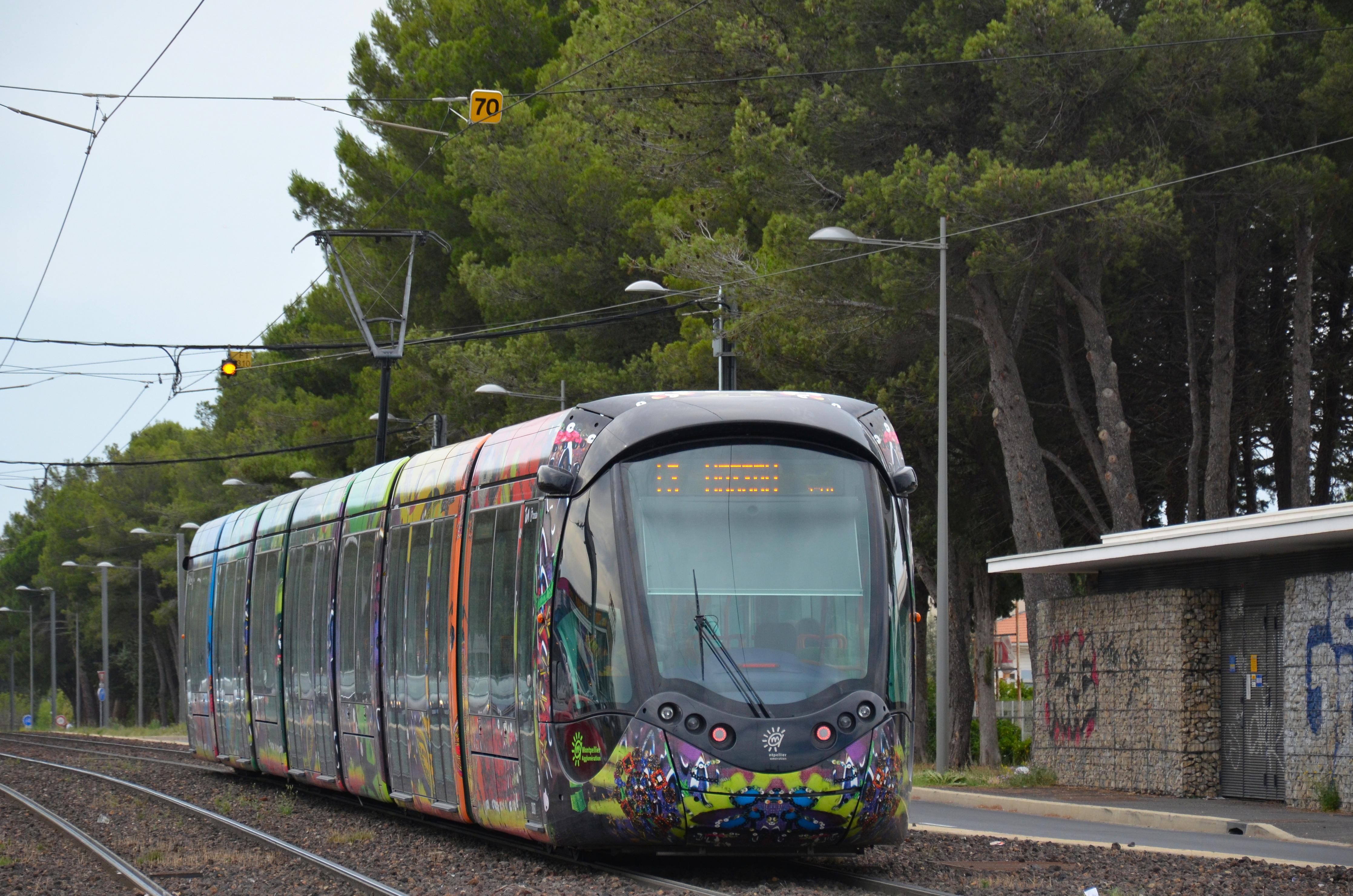
有轨电车3号线
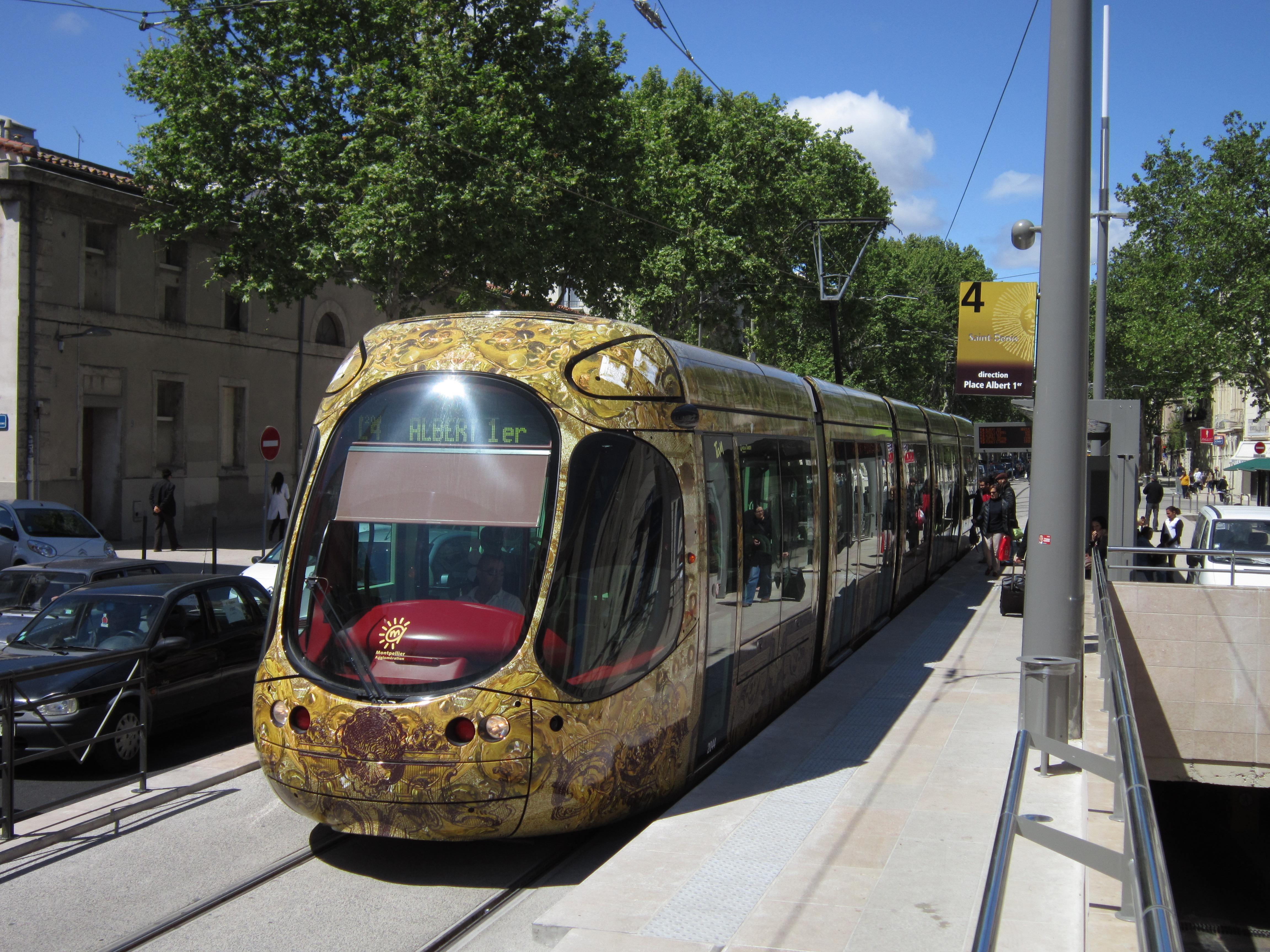
有轨电车4号线
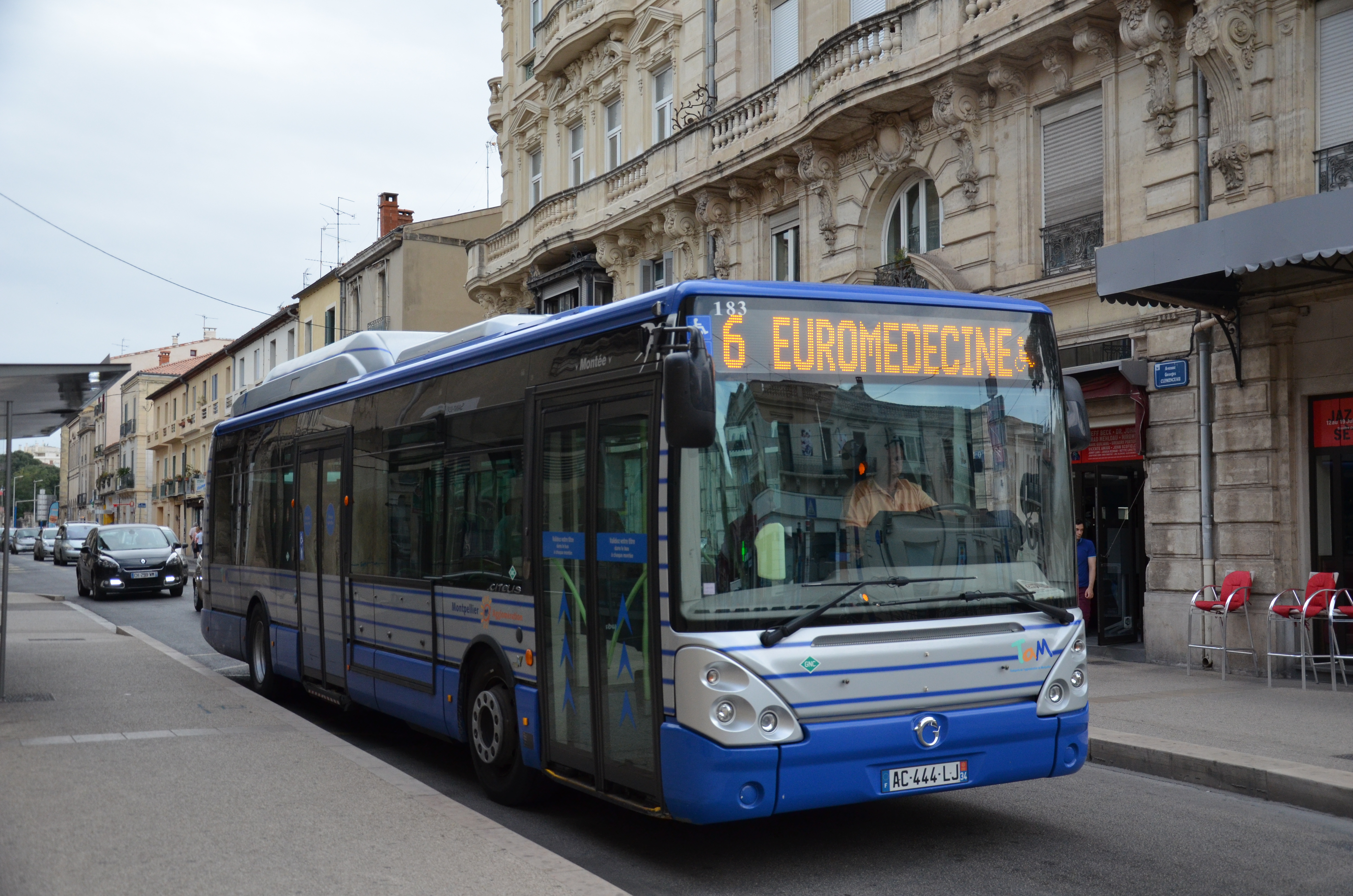
蒙彼利埃公共汽车

## 政治

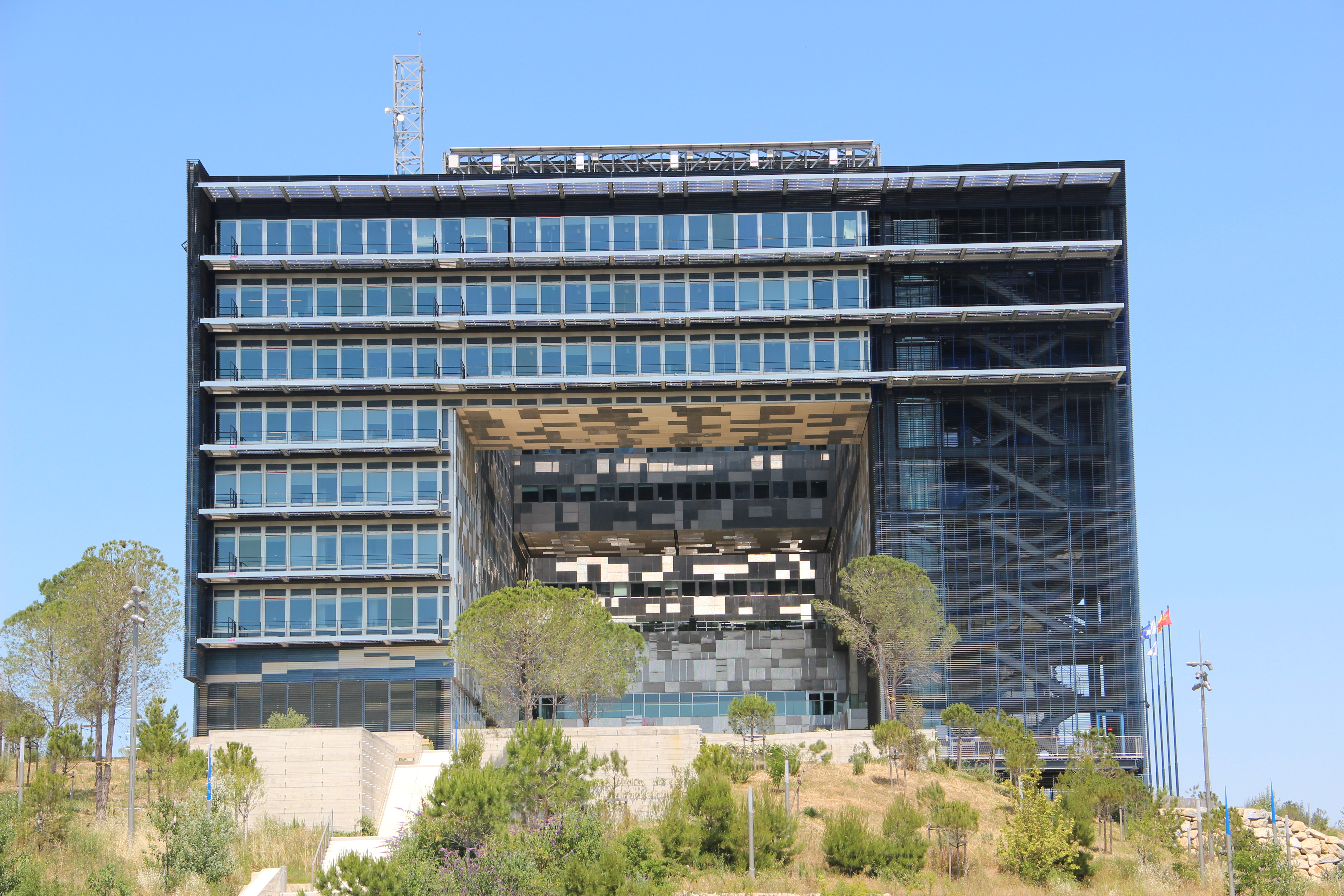
蒙彼利埃市政厅大楼

任蒙彼利埃市长为米卡埃尔·德拉福斯先生，他是社会党的一名成员，在2020年市政选举中获得47.23%的支持率。
| 蒙彼利埃历届市长 |                   |                             |
| 任期             | 市长              | 党派                        |
| 1945年－1953年   | 保罗·布莱         | MRP人民共和运动             |
| 1953年－1959年   | 让·祖卡雷利       | RAD激进党                   |
| 1959年－1977年   | 弗朗索瓦·戴尔马   | DVD右翼无党派人士           |
| 1977年－2004年   | 乔治·弗雷什       | PS社会党                    |
| 2004年－2014年   | 埃莱娜·曼德鲁     | PS社会党                    |
| 2014年－2020年   | 菲利普·索雷尔     | DVD右翼无党派人士 →LREM复兴 |
| 2020年－         | 米卡埃尔·德拉福斯 | PS社会党                    |

在2017年法国大选的第一轮选举当中，法国极左翼领袖让-吕克·梅朗雄在蒙彼利埃获得31.46的支持率，居所有候选人首位；在第二轮选举中，现任总统马克龙获得77.67%的支持率，超过了对手让-玛丽·勒庞。
在2015年以前，蒙彼利埃是蒙彼利埃第一、第二、第三、第四、第五、第六、第七、第八、第九和第十共10个县的行政中心。根据法国2014年出台的县级行政区划改革方案，自2015年1月1日起，蒙彼利埃所辖的十个县被重新整合为六个，其中第一至第五县得以保留，而剩余部分则新划为蒙彼利埃-卡斯泰尔诺勒莱兹县，并仅保留省级行政选举功能，且不再隶属于蒙彼利埃区。
在市政管理方面，蒙彼利埃市区内的7个街区均实行街区代表制度，代表负责收集该区域内的居民意见，并定期向上级反馈，旨在促进蒙彼利埃市民对日常市政事物的参与，同时搭建一个连接市长和市民的信息沟通渠道。

## 人口
至2022年1月1日时，蒙彼利埃市镇人口数量为307,101人，在法国排名第7位。其中男性142,091人，女性160,363人，法国公民数量为258,970人，外国公民数量43,484人。65岁以上人口为44,904人。人口密度为5,399人/平方公里。当地居民被称为（男性）或（女性）。2019年，蒙彼利埃境内出生3,694人，死亡人口1,765人。
| 年份   | 1936   | 1946   | 1954   | 1962    | 1968    | 1975    | 1982    | 1990    | 1999    | 2006    | 2011    | 2016    | 2018    |
| ------ | ------ | ------ | ------ | ------- | ------- | ------- | ------- | ------- | ------- | ------- | ------- | ------- | ------- |
| 人口數 | 90,787 | 93,102 | 97,501 | 118,864 | 161,910 | 191,354 | 197,231 | 207,996 | 225,392 | 251,634 | 264,538 | 281,613 | 290,053 |

## 经济

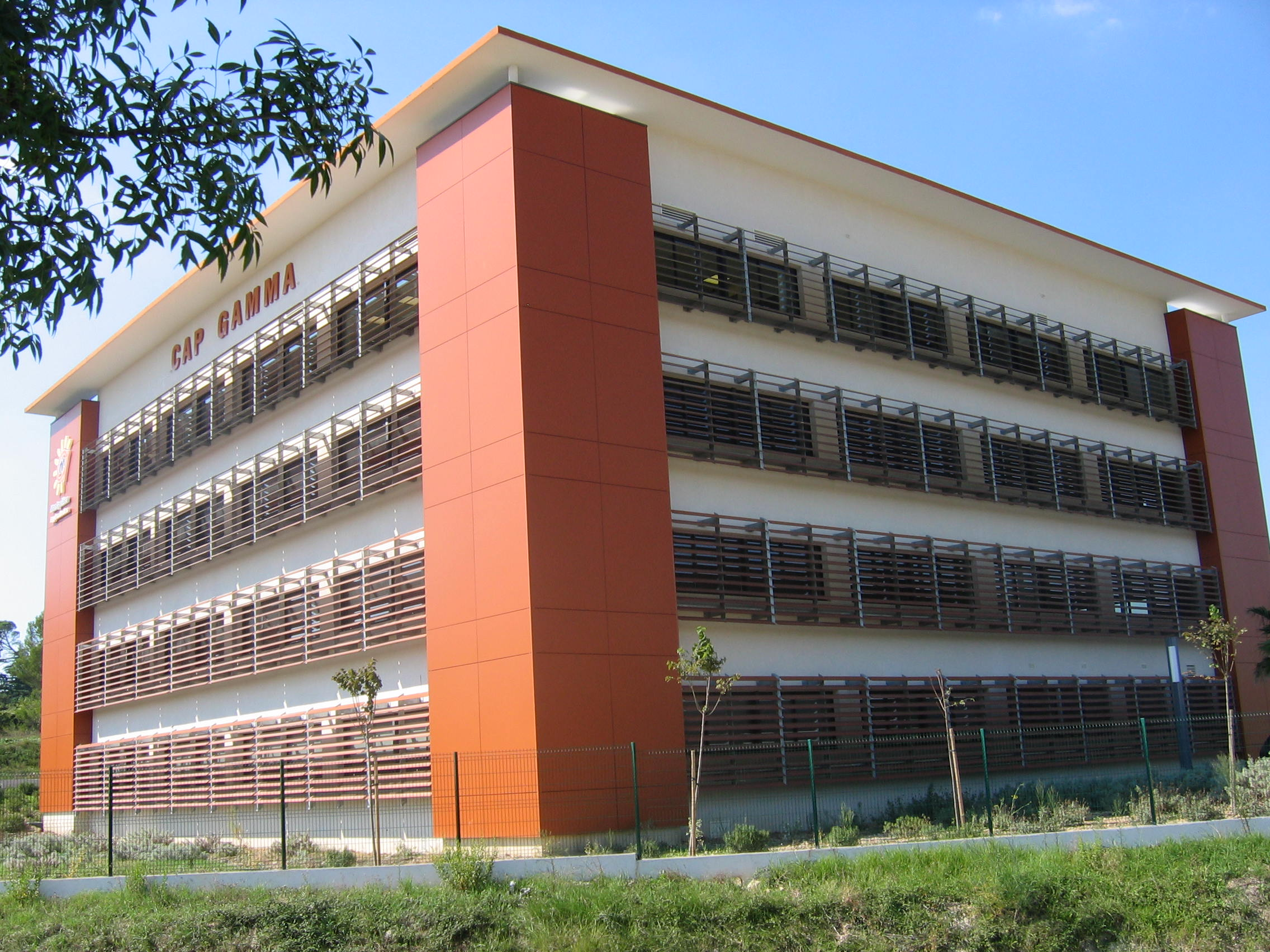
蒙彼利埃的一处生物科技企业

蒙彼利埃是法国南部重要的经济中心城市，截至2021年5月，当地共有各类用人单位63,795家，平均历史为13年，其中95.96%为中小型企业（PME）。Dyneff（能源）、戴爾法国（电子产品）及（电子通讯）是当地2019年营业额最高的三个企业，分别为1,906,737,195欧元、1,464,762,027欧元和322,109,956欧元。

### 产业分布
蒙彼利埃是法国南部重要的工商业城市，也是一个区域性的经济中心，其经济发展事物由蒙彼利埃地中海都会区负责管理。
在农业方面，蒙彼利埃所处的朗格多克是法国重要的红酒产区之一，以“蒙彼利埃”命名的蒙彼利埃格雷是当地代表性的红酒品种，也是法国地理标志保护产品。除红酒外，蒙彼利埃附近亦有农作物分布，包括橄榄、番茄、木瓜等亚热带蔬果；蒙彼利埃西北部山区则主要为林区。
在工业方面，蒙彼利埃的工业部门以轻工业为主，包括医药、食品加工、机械、电子等部门，而传统重工业则较少分布。20世纪60年代，美国IBM电子计算机公司在蒙彼利埃投资建厂，为当地带来了近800个就业岗位，同时也成为该公司最大的海外工厂之一。2019年7月，蒙彼利埃地中海都会区提出了“工业正能量”（L'industrie positive）计划，旨在推动当地现代化工业的发展。
在第三产业方面，蒙彼利埃是法国重要的科教城市，汇集了数十所中小学校和十余所高等学府。2019年，在法国《学生》杂志主推的“学生城市”评比中，蒙彼利埃在法国所有城市中排名第三，其中“居住环境”（cadre de vie）单项获得第一。蒙彼利埃也是法国重要的旅游城市，因其温暖的气候和蔚蓝的地中海景观而被誉为“阳光之城”，被《米其林指南》评为最高旅游推荐级别。

### 财政收入
2019年，蒙彼利埃的财政收入总额为318,382,000欧元，财政支出总额为286,319,000欧元，当年的债务总额为198,875,000欧元。2020年，蒙彼利埃共获得71,190,204欧元的国家财政补助，比上一年增加了0.02%。
2017年，蒙彼利埃的人均月收入总额为2,097欧元，其中高级职员为3,407欧元，低于法国平均水平（4,214欧元）；中级职员为2,167欧元，低于法国平均水平（2,353欧元）；普通职员为1,599欧元，亦低于法国平均水平（1,690欧元）。
2017年，蒙彼利埃境内的青壮年（15至64岁）失业率为21.3%，当地44.8%的家庭拥有纳税资格，平均纳税3,749欧元，低于法国平均水平（3,888欧元）。

## 社会事务

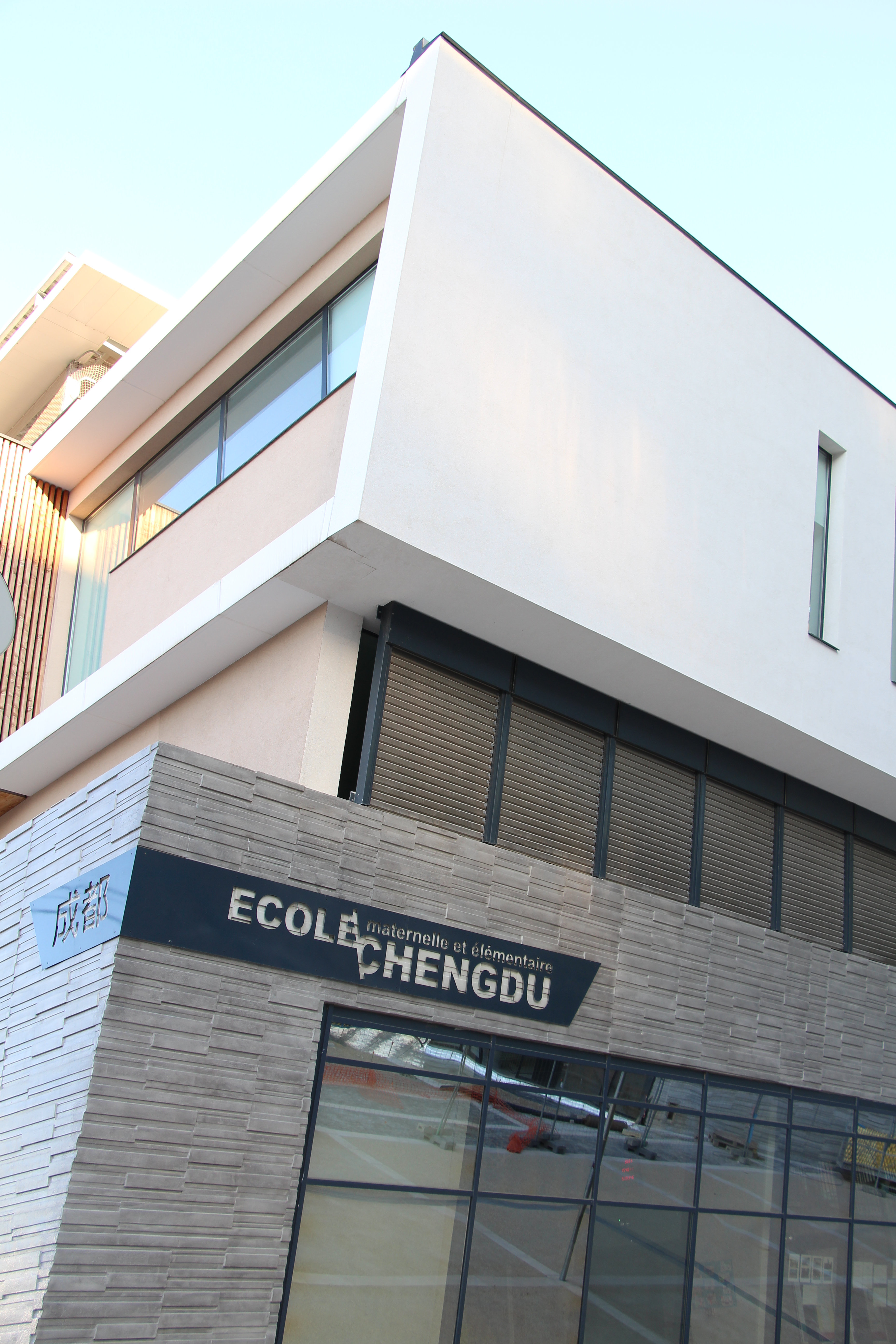
蒙彼利埃成都教育集团

### 教育
蒙彼利埃是法国重要的大学城，也是蒙彼利埃学区的总部所在地，学生数量超过7.1万，占该市总人口的21%。
在初等教育方面，截止2018年底，蒙彼利埃境内共有53所幼儿园、80所小学、27所初级中学、12所普通高中、12所职业高中和1所农业高中，其中9所学校设有大学校预科班。2018－2019年学年度，蒙彼利埃境内中等阶段在校学生总人数为24,844人；蒙彼利埃蒙彼利埃综合高级中学（Lycée Privé Polyvalent Montpellier）在当年期末的法国全国高中会考中，毕业生通过率达100%，其中12分以上（满分20分）的人数占79%，是蒙彼利埃综合成绩最高的高级中学，在法国2295所高中里面排名第113位。
在高等教育方面，蒙彼利埃是法国乃至欧洲最先出现高等教育的地方之一，諾斯特拉達姆士、彼特拉克、拉伯雷、奥古斯特·孔德等人物均曾就读于蒙彼利埃，现蒙彼利埃有两所综合性公立大学和十余所高校及科研机构。

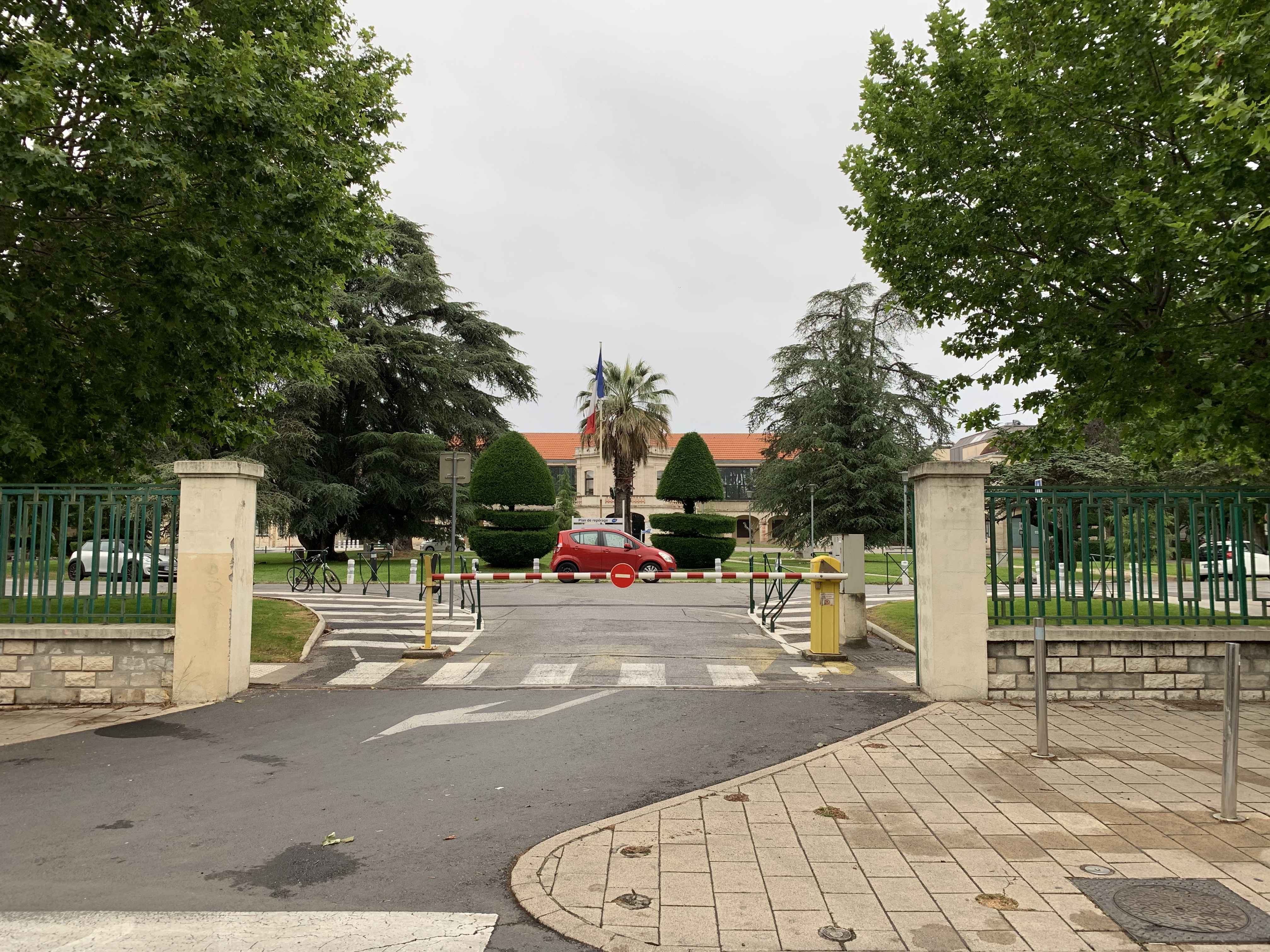
蒙彼利埃大学附属中心医院

| 蒙彼利埃主要高等学府     | 蒙彼利埃主要高等学府 | 蒙彼利埃主要高等学府 | 蒙彼利埃主要高等学府 | 蒙彼利埃主要高等学府 |
| 中文名称                 | 法语名称或缩写       | 类别                 | 成立年代             | 备注                 |
| ------------------------ | -------------------- | -------------------- | -------------------- | -------------------- |
| 蒙彼利埃大学             |                      | 综合公立大学         | 1289                 | [ 註 1 ]             |
| 蒙彼利埃-保罗·瓦勒里大学 |                      | 综合公立大学         | 1970                 | [ 註 2 ]             |
| 高等国立蒙彼利埃农业学院 |                      | 工程师学校、大学校   | 2007                 | [ 註 3 ]             |
| 国立蒙彼利埃高等化工学校 |                      | 工程师学校、大学校   | 1889                 |                      |
| 蒙彼利埃综合理工学校     |                      | 工程师学校、大学校   | 1970                 | 隶属于蒙彼利埃大学   |
| 蒙彼利埃高等美术学校     |                      | 大学校               | 1249                 | 隶属于法国文化部     |
| 蒙彼利埃商业学校         |                      | 商业学校             | 1901                 |                      |
| 蒙彼利埃新教学院         |                      | 私立高等学府         | 1919                 |                      |
| 手工业高等学校           |                      | 私立高等学府         | 1993                 |                      |

### 医疗
截止2019年1月1日，蒙彼利埃境内共有全科医生393名、保健师809名、牙医261名、护士454名、耳科医生21名、眼科医生45名、皮肤科医生30名、助产士51名、儿科医生51名和妇科医生78名。境内共有药房117家、养老院25家、残疾人帮扶中心36家。
蒙彼利埃大学附属中心医院的前身是蒙彼利埃医学院，其历史超过一千年，是法国历史最悠久的医疗机构，现为法国30所大区中心医院之一，亦是埃罗省境内最大的综合性医疗机构，该医院在蒙彼利埃附近设有两个主病区、一所老年人康复中心、37处心理诊所和10所卫生学校。
此外，蒙彼利埃境内还有多家私人医院、25家养老院和37处残疾人帮扶中心。

### 住房
2017年，蒙彼利埃境内共有各类住房168,120套，其中12.2%为独立式居民区，86.2%为集中式居民区。常住房屋占蒙彼利埃市镇范围内居民建筑总量的88.3%。
蒙彼利埃境内的住房建设规划及改造由蒙彼利埃地中海都会区负责，并实施由国家住房部颁布的各类计划和法案。在住房保障政策方面，2017年，蒙彼利埃境内共有71,867户家庭获得了住房经济补助，受益人数占总人口数量的25.2%，其中70,419份为房租补助。

### 商业

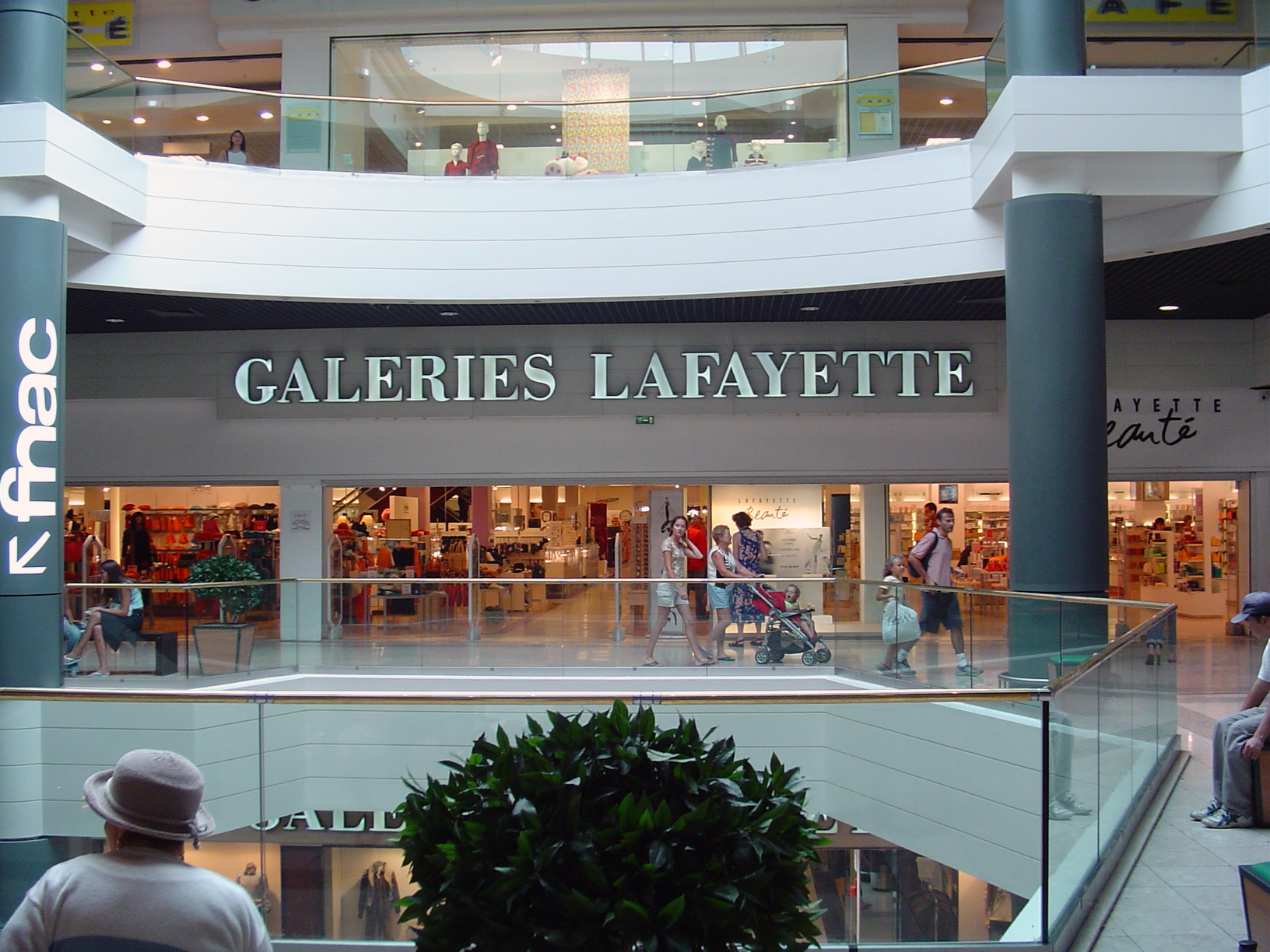
位于蒙彼利埃市中心的老佛爷百货

2019年，蒙彼利埃境内共有各类实体商铺9,091家，其中餐厅1,768家、大型超市41家、杂货店214家、面包房219家、肉铺129家、书店82家、装饰品店20家、银行门店159家、美容美发店411家、汽车维修店217家，个体性的商铺主要位于蒙彼利埃市中心和玛丽安娜港街区，而蒙彼利埃东部的“奥迪逊”则是一个全年开放的综合性大型商业中心。

### 环境
蒙彼利埃境内的环境和可持续发展事务由蒙彼利埃地中海都会区负责。截止2019年8月，蒙彼利埃都会区内共有20处垃圾处理中心、12处集中式污水处理中心、30处水塔或储水站和超过1240公里的饮用水管网，可满足蒙彼利埃的日常城市运作。
2015年，蒙彼利埃市区内共有5家污染企业，当年的二氧化氮浓度平均值为37,1 µg/m³，臭氧浓度平均值为61µg/m³，二氧化硫浓度平均值为0µg/m³，颗粒物平均值为20µg/m³。

### 治安
蒙彼利埃市区内共有9个派出所、2个国家宪兵队。省级消防站则位于蒙彼利埃西北郊的瓦约凯斯境内。
2014年，蒙彼利埃及其附近地区共发生各类案件27,134起，其中盗窃类案件17,965起，经济类案件2,117起，人身侵犯类案件5,203起，毒品交易和运输案件959起。

## 文化
2019年，蒙彼利埃境内共有14家剧场、6家电影院、5家博物馆和1家音乐厅。蒙彼利埃市政府提供多媒体中心，向公众全年开放。

### 建筑
截至2021年5月，蒙彼利埃境内共有106处法国国家文物保护单位，其中79处为整体保护，37处为部分保护。塞勒讷沃圣十字教堂是首批保护单位，而佩鲁门、莱潘塔等则是当地的地标性建筑物。

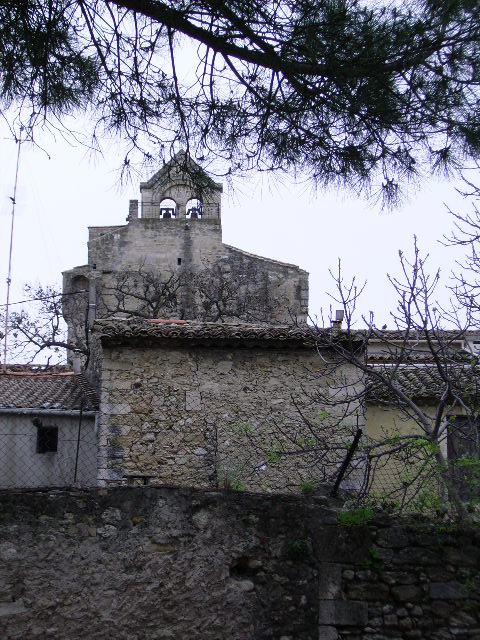
圣十字教堂（法语：Église Sainte-Croix de Celleneuve）
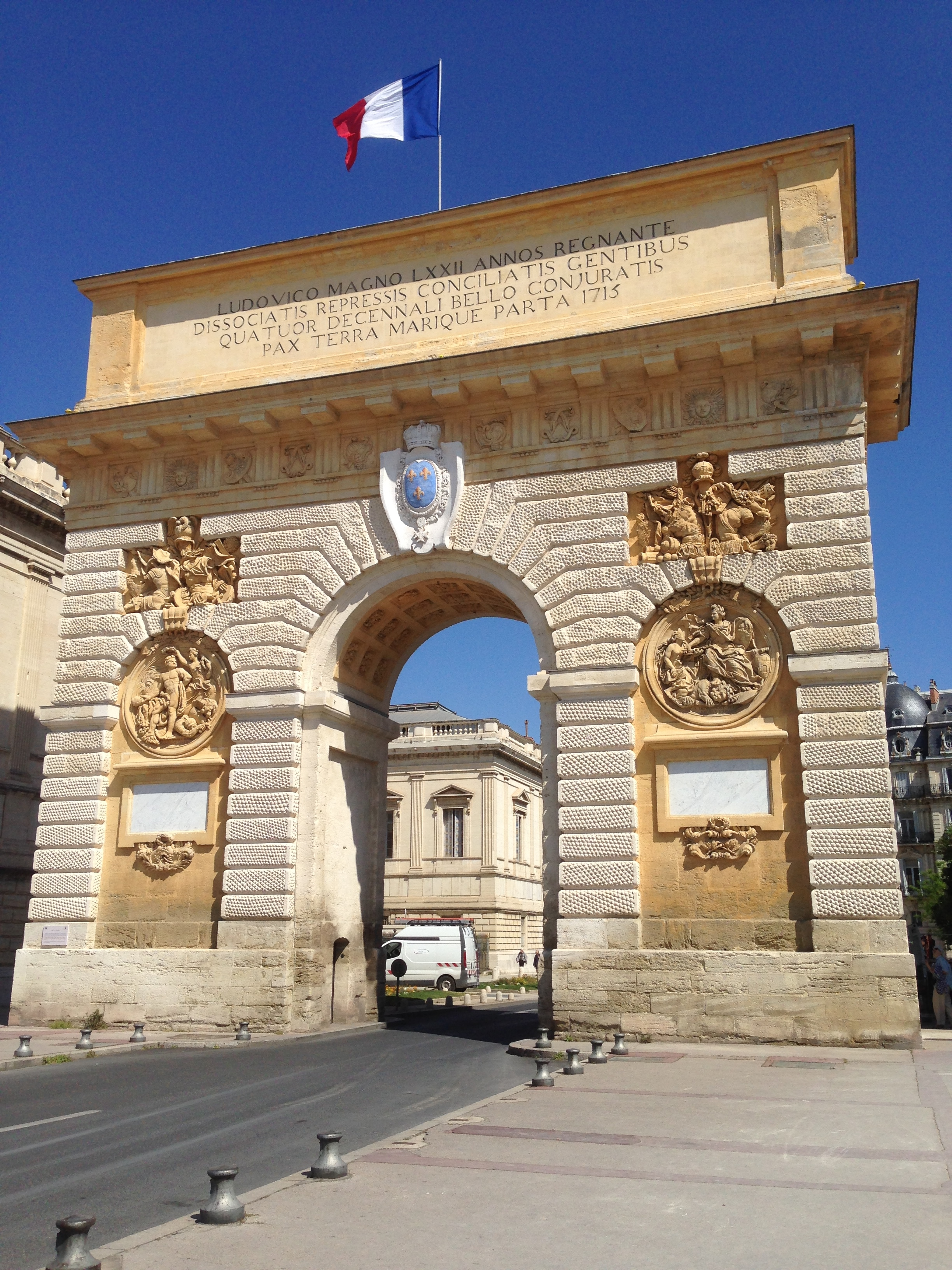
佩鲁门
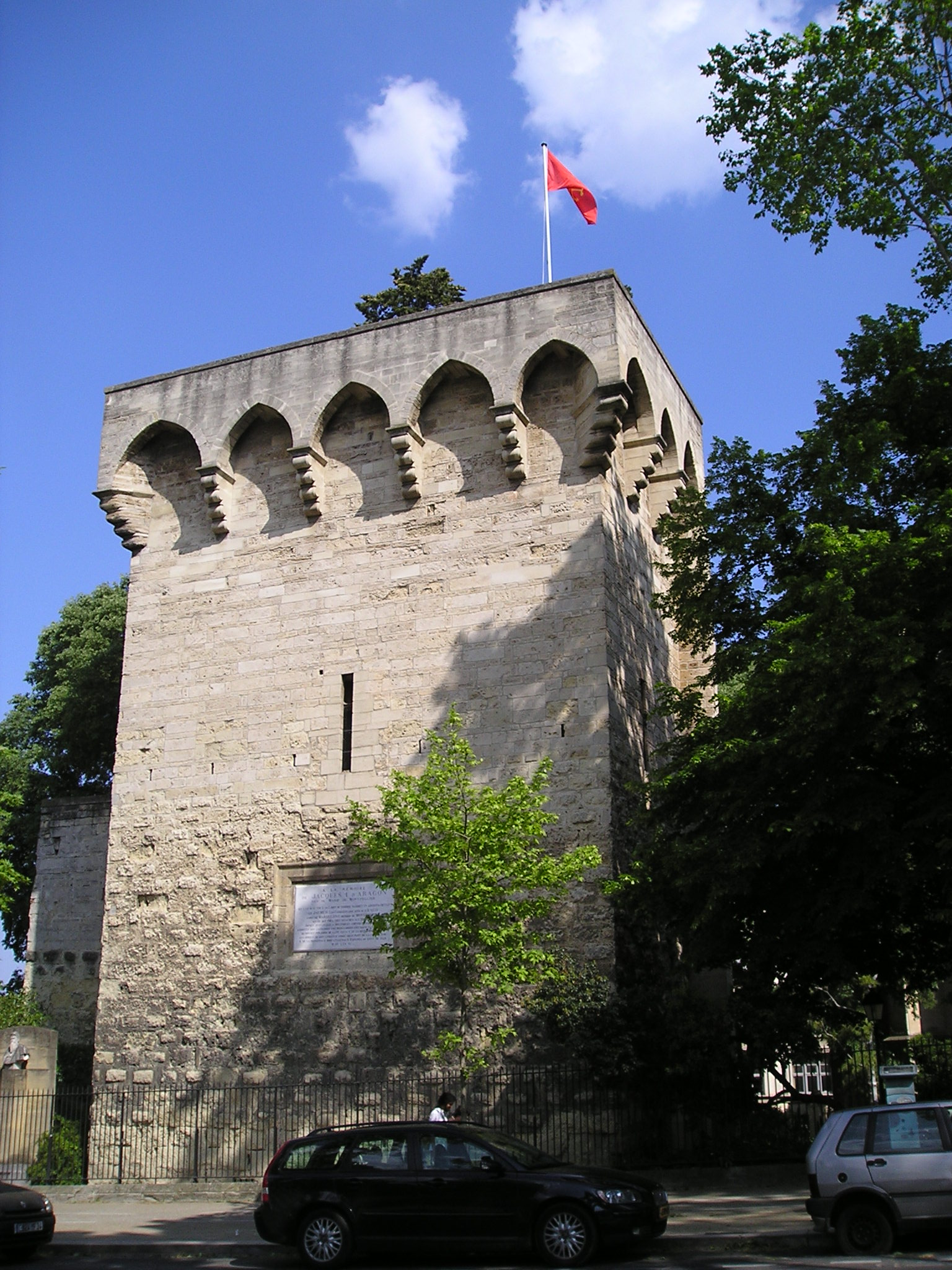
莱潘塔（法语：Tour des Pins (Montpellier)）
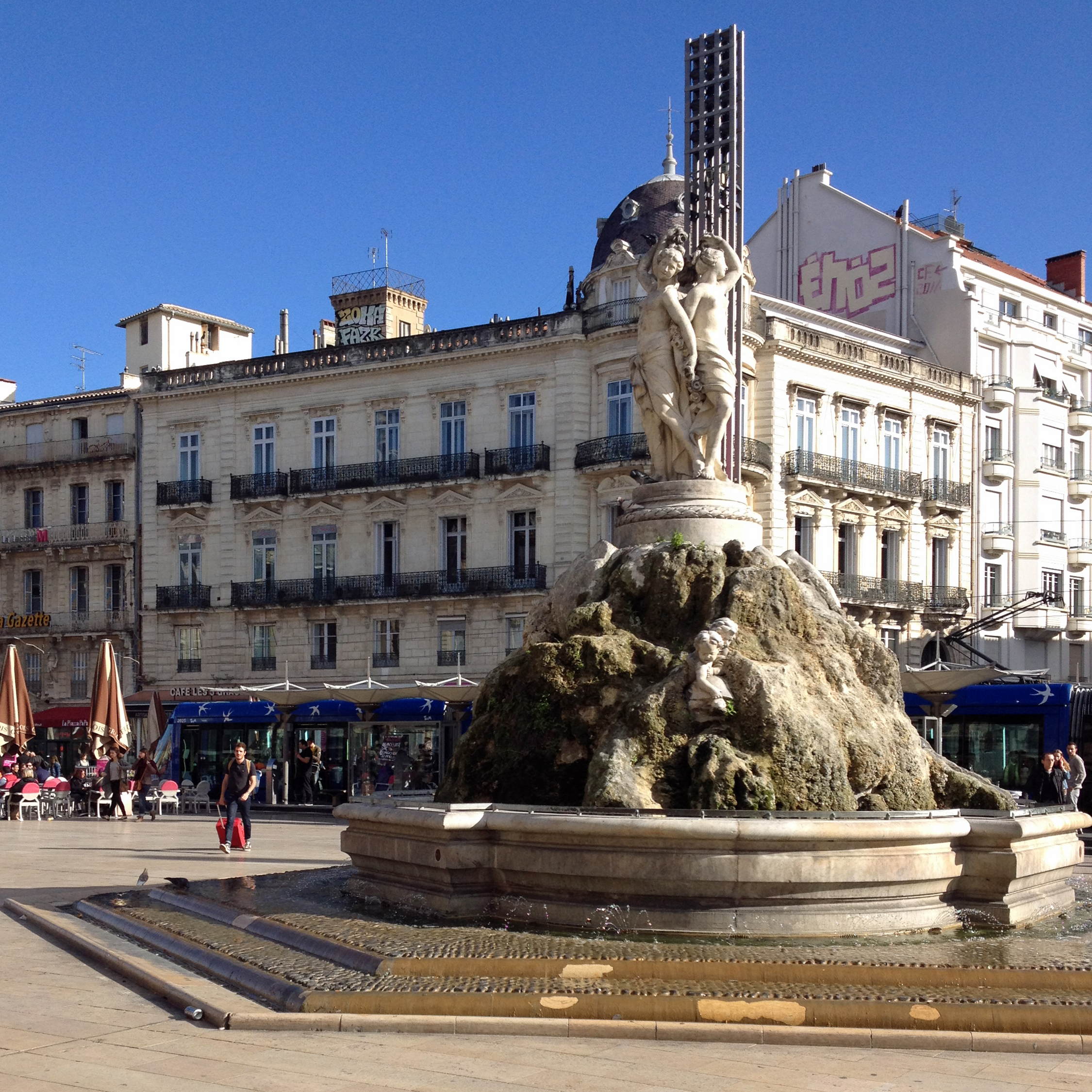
卡里忒斯喷泉
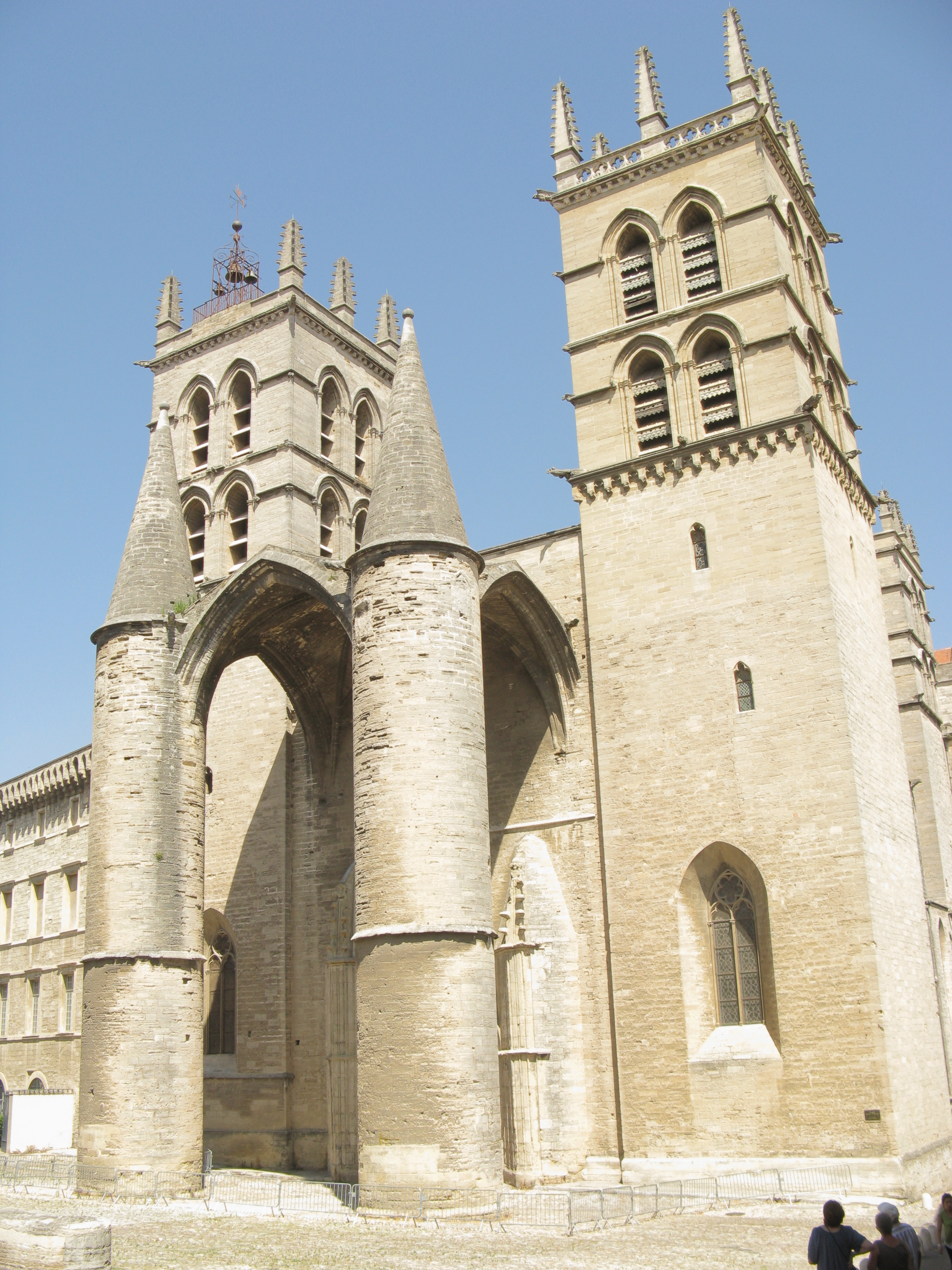
圣伯多禄大教堂
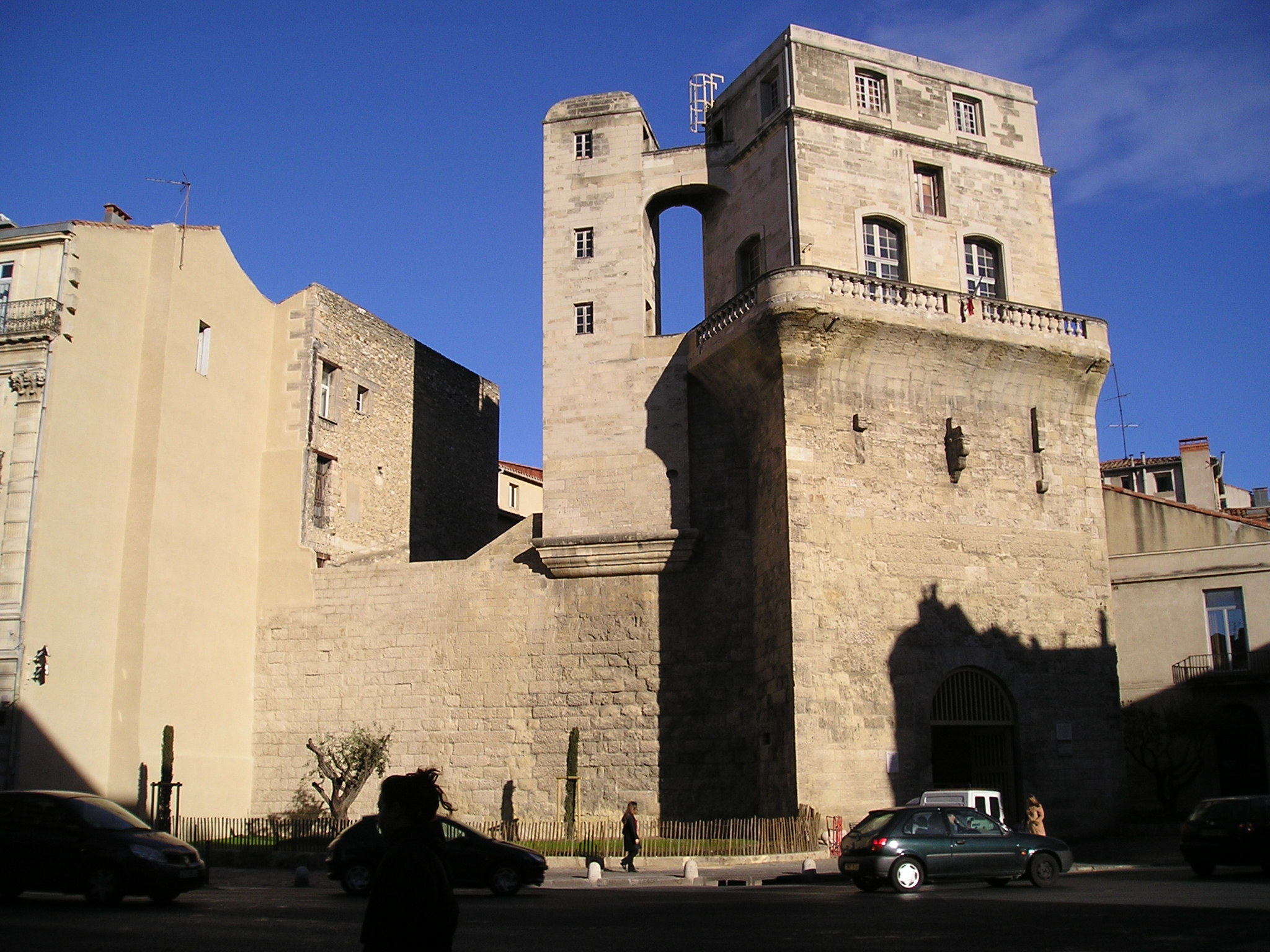
拉巴博特塔（法语：Tour de la Babotte）
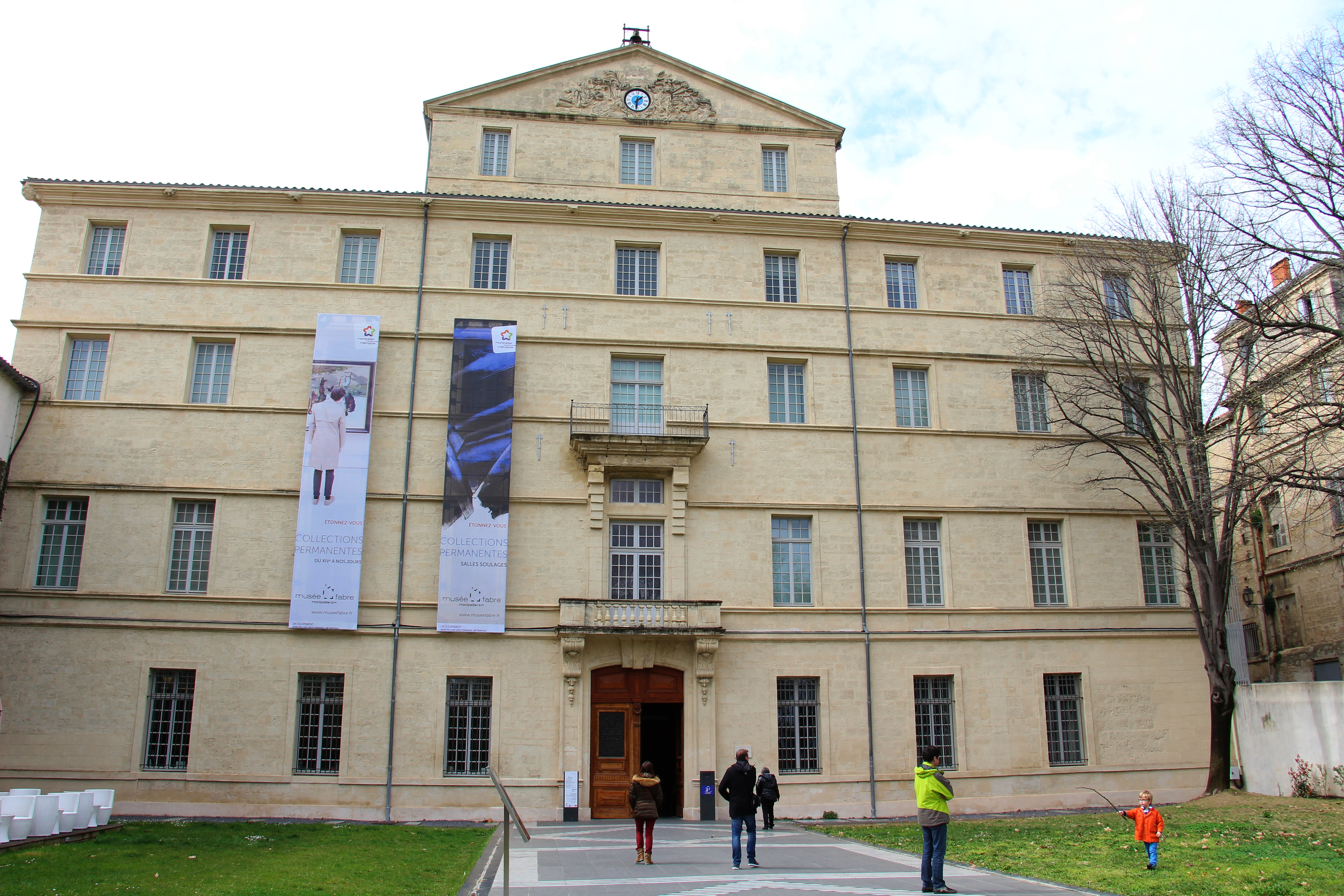
法布尔博物馆

### 旅游
蒙彼利埃是法国南部重要的旅游城市之一，被《米其林旅游杂志》评为“三星级推荐”（最高级别）。蒙彼利埃市区景观以历史古迹为主，境内共有112处法国国家文物保护单位，代表性景点有圣皮埃尔大教堂、蒙彼利埃古城墙、佩鲁门、蒙彼利埃植物园、弗洛热尔格城堡等；蒙彼利埃也因其温暖的气候而闻名，是法国本土年日照时数最长的城市之一；此外，蒙彼利埃市区距离地中海沿岸只有10公里，沙滩海景也是蒙彼利埃的重要名片。
蒙彼利埃的旅游事务由其所属的公共社区负责。2020年，蒙彼利埃境内设有1处旅游集散中心（Office de Tourisme），共有61家酒店共计3,319间房间。

### 媒体

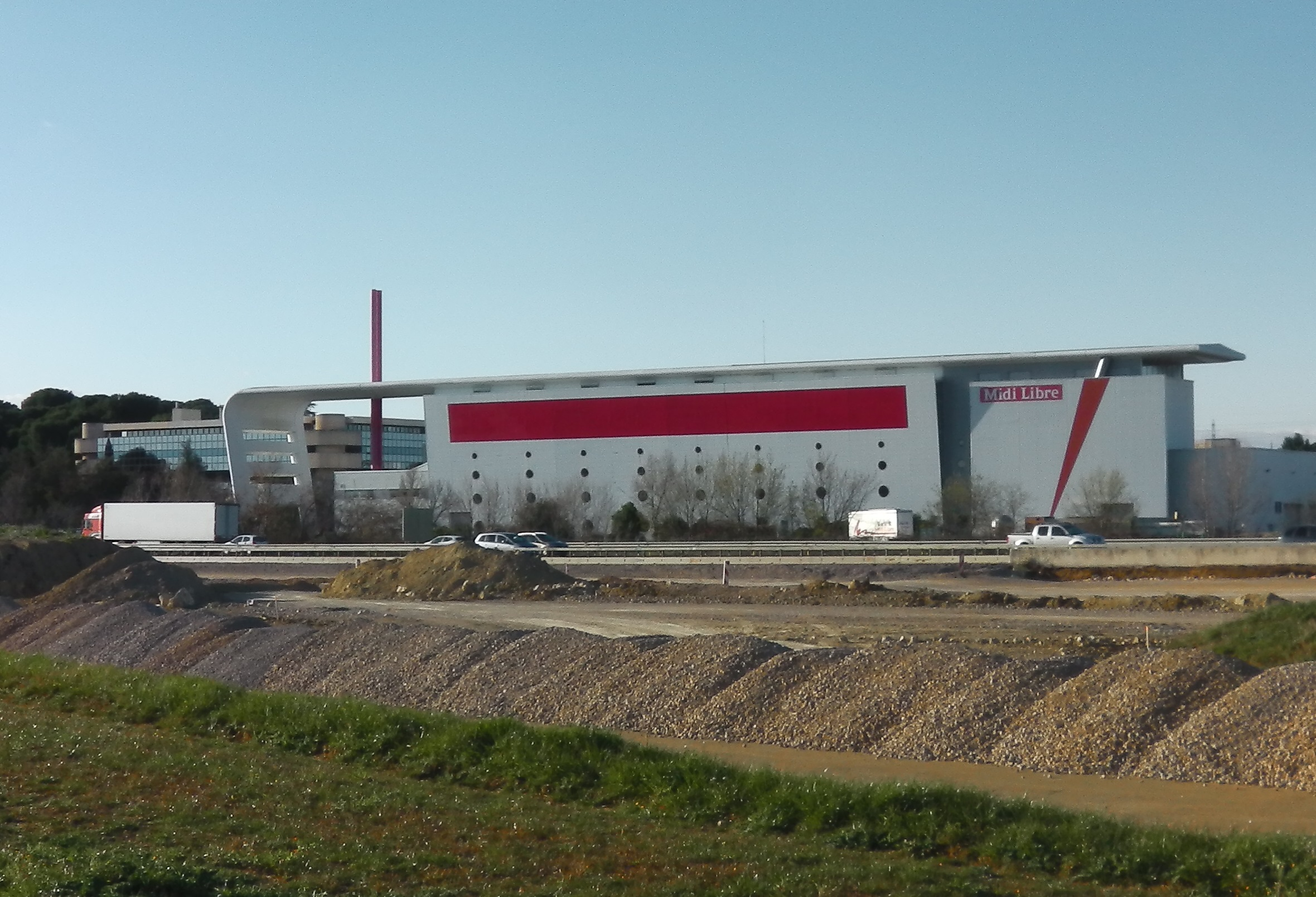
《自由南方》报社总部

法国本土国家性的电视台和广播电台在蒙彼利埃均可接收，主要通信商在蒙彼利埃均开设了光纤网络服务。位于蒙彼利埃市区西部的比奥讷信号发射塔高114米，现已成为这一区域的标志性建筑。
蒙彼利埃电视台成立于2007年，隶属于Vià传媒，是一个地方性的私人电视台。《自由南方》是一个区域性的报纸，总部位于蒙彼利埃西南郊的圣让德韦达斯，刊登整个朗格多克-鲁西永大区及相邻阿韦龙省境内的新闻。
蒙彼利埃都会区范围内共有15处多媒体中心，其中7处位于蒙彼利埃市区。蒙彼利埃大学校际图书馆整合了当地的多所大学的藏书，亦向当地普通民众开放。

### 体育

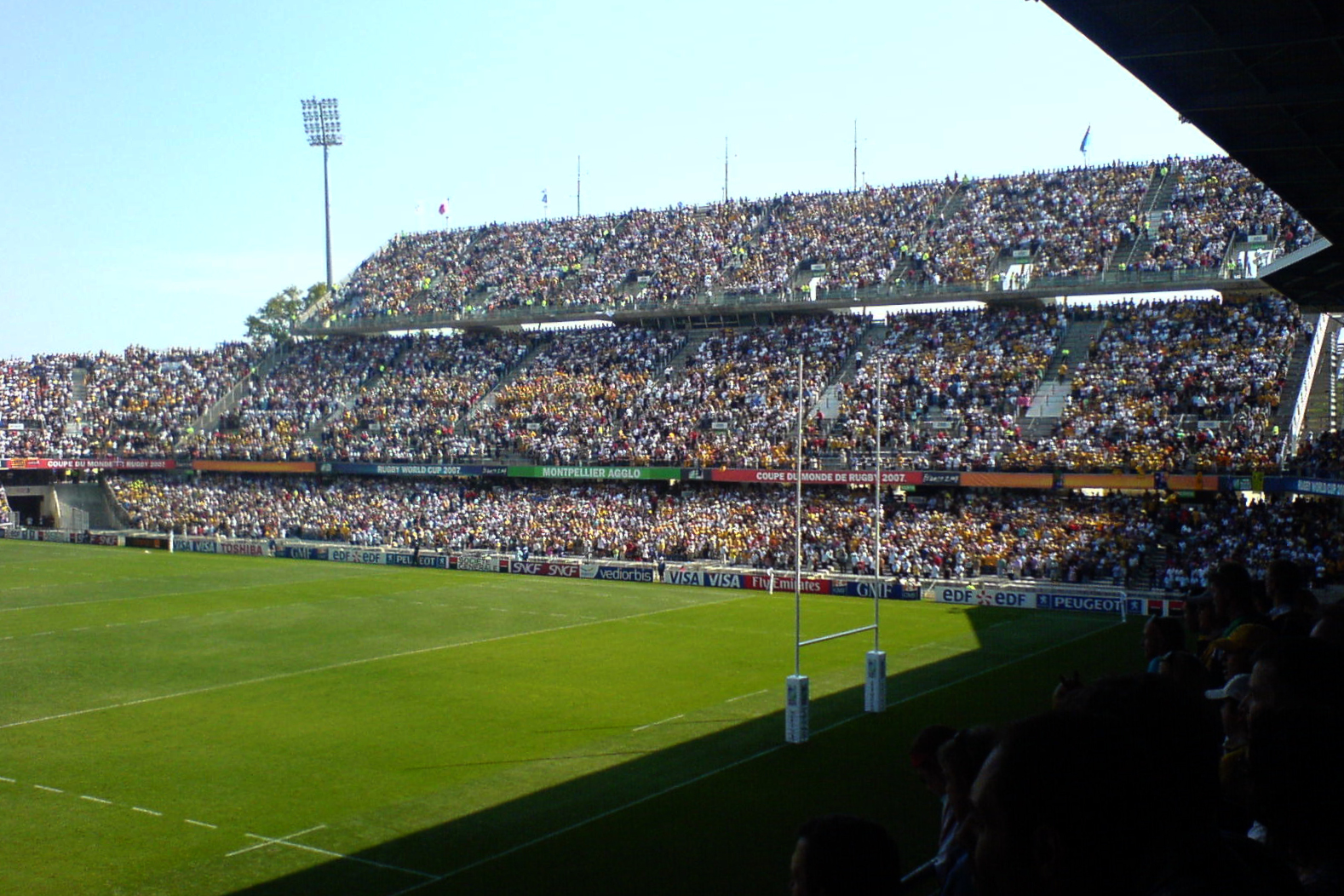
莫松球场

2019年，蒙彼利埃境内共有10家游泳池、28间体育馆、7座综合体育场、98处网球场、1处马术场、30处足球或橄榄球场以及24处篮球或排球场，市区西部的瑞维尼亚克境内有高尔夫球场。莫松球場位于莫松街区，是蒙彼利埃足球俱乐部和蒙彼利埃橄榄球俱乐部的主场，该球场可同时容纳观众数量超过3.5万，为1998年足球世界杯、2001年世界手球锦标赛，2007年橄榄球世界杯和2016年欧洲足球锦标赛的分会场之一。
截至2021年5月，蒙彼利埃境内共有41支注册足球俱乐部。其中蒙彼利埃足球俱乐部是当地的代表性球队，该队成立于1974年，自2009年起参加法国足球甲级联赛，并获得2012年法国足球甲级联赛冠军。
蒙彼利埃橄榄球俱乐部是一支职业橄榄球俱乐部，成立于1986年，分别于2011年和2018年获得过法国橄榄球甲级联赛亚军。
除此之外，蒙彼利埃还有蒙彼利埃大学排球俱乐部、蒙彼利埃美式足球俱乐部、蒙彼利埃手球俱乐部、蒙彼利埃都会冰球俱乐部等近700家大小不一的团体性体育俱乐部。

### 饮食

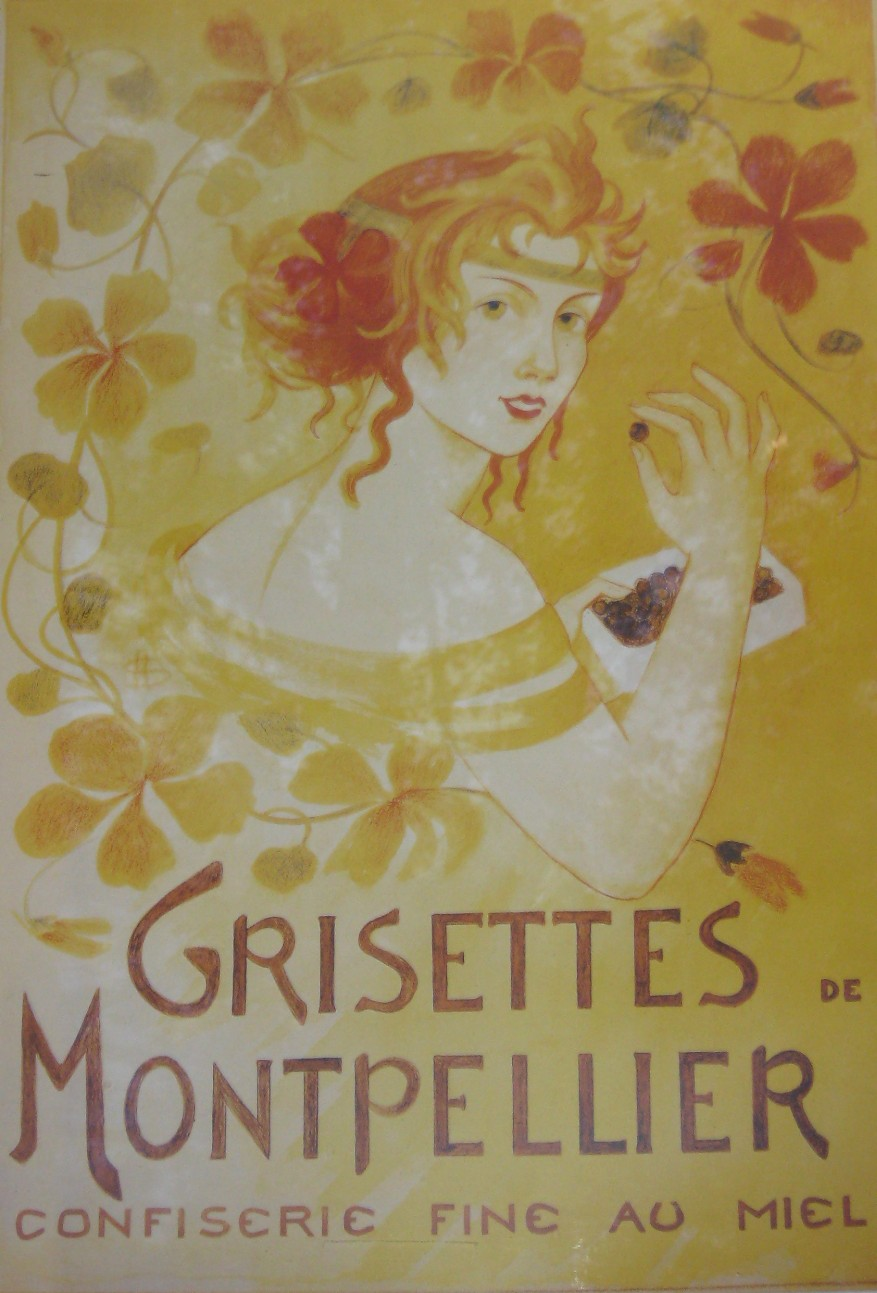
蒙彼利埃名小吃“Grisette”

蒙彼利埃的传统饮食与法国大部分地区相似，代表性地方特产包括沙芦笋、千层饼、富加斯土豆包、马卡罗纳德、希舒梅耶以及各类海产品。蒙彼利埃所在的朗格多克亦是法国重要的红酒产区之一，蒙彼利埃附近主要的酒庄包括蒙彼利埃格雷、圣卢角和朗格多克-圣德雷泽里，均获得法国国家地理保护标志。2019年，蒙彼利埃境内共有9家餐厅被列入《米其林星级餐厅名单》。

### 语言
蒙彼利埃历史上曾通用奥克语，自19世纪以后逐渐被现代法语代替，但在一些场合仍有使用，如路牌、土特产包装袋等，蒙彼利埃大学亦开设有奥克语研究专业。

### 宗教
蒙彼利埃是天主教蒙彼利埃总教区及同名教省的首府，其座堂圣皮埃尔大教堂是法国国家文物保护单位，当地每年举行圣罗克节以纪念这位出生在蒙彼利埃的天主教圣人，而蒙彼利埃圣罗克火车站则是较为典型的新教建筑。
蒙彼利埃也是法国南部重要的穆斯林聚集区，当地共有15座清真寺，其中拉帕雅德清真寺定期组织前往麦加朝觐，并提供阿拉伯语教学课程。

### LGBT
蒙彼利埃因其较为宽容的同性恋文化而闻名，被认为是法国最包容同性恋的城市。法国首个LGBT组织于1977年成立于蒙彼利埃，而当地的年度同性恋大游行则开始于1992年。2013年，法国历史上首场同性恋婚礼在蒙彼利埃举行。2019年，当地的有轨电车曾出现彩虹涂装以迎接同志大游行。此外，蒙彼利埃还有多个LGBT主题酒吧、社群和相关网站。

## 相关人物
阿拉贡国王海梅一世、比利时政治家让-吕克·德阿纳、法国医学家纪尧姆·龙德莱、植物学家皮埃尔·马尼奥尔、画家塞巴斯蒂安·布尔东、弗雷德里克·巴齐耶和亚历山大·卡巴内尔、哲学家奥古斯特·孔德、化学家安托万-热罗姆·巴拉尔、科幻小说家弗朗西斯·蓬热、女模艾梅琳·瓦拉德、足球教练让-路易·加塞、橄榄球运动员弗朗索瓦·郑德、足球运动员艾卡奧達利、塞德里克·康邦和尼古拉·贝内泽出生于蒙彼利埃。

## 对外交流
截止2019年10月，蒙彼利埃共与12座城市结为友好城市，另有12个国家在蒙彼利埃设有领事馆或任命有名譽領事。
| - 美国 路易維爾 - 德国 海德堡 - 希腊 科斯岛 - 西班牙 巴塞罗那 - 中国 成都市 - 以色列 提比里亚 | - 摩洛哥 非斯 - 阿尔及利亚 特莱姆森 - 巴西 里约热内卢 - 巴勒斯坦 伯利恒 - 加拿大 舍布鲁克 - 義大利 巴勒莫 |

| - 阿尔及利亚驻蒙彼利埃领事馆 - 德国驻蒙彼利埃名誉领事 - 比利时驻蒙彼利埃名誉领事 - 西班牙驻蒙彼利埃领事馆 - 芬兰驻蒙彼利埃名誉领事 - 馬爾他驻蒙彼利埃名誉领事 | - 摩洛哥驻蒙彼利埃领事馆 - 摩納哥驻蒙彼利埃领事代表 - 荷蘭驻蒙彼利埃名誉领事 - 波蘭驻蒙彼利埃名誉领事 - 葡萄牙驻蒙彼利埃领事馆 - 瑞典驻蒙彼利埃名誉领事 |

### 专题著作
- ET PECH AMALVI. . Privat. 2016-02: 440p. ISBN 978-2708983632 （法语）.
- Myriem LAHIDELY. . Ouest France. 2012: 143P. ISBN 978-2-7373-8146-1 （法语）.
- Ugo ROLLIN, Arnaud VENTURI. . édition de l'Aube. : 158P. ISBN 978-2-7526-0295-4 （法语）.

### 分类资料
- 历史类

1. ↑  Roger de Figuères. . Au siège de la Société. 1901 （法语）.
2. ↑  montpellier-infos.fr. . montpellier-infos.fr.   [2019-10-10]. （原始内容存档于2017-06-03） （法语）. Les fouilles réalisées par les archéologue rue de la Fontaine-du-Pila à l'occasion de la construction de la ligne 2 du tramway ont montré que des chasseurs avaient installés leur campement au bord du Verdanson environ dix mille ans avant notre ère.
3. ↑  Georges Castellvi, Jean-Pierre Comps, Jérôme Kotarba et Annie Pezin. . Maison des sciences de l'Homme. 1997. ISBN 2-7351-0633-0 （法语）.
4. ↑  inrap.fr. . inrap.fr.   [2019-10-10]. （原始内容存档于2016-08-28） （法语）.
5. ↑  lesechos.fr. . lesechos.fr.   [2019-10-10]. （原始内容存档于2022-05-23） （法语）.
6. ↑  Katsura (Hideyuki). . Université de Toulouse-Le Mirail. 1996  [2019-10-09]. （原始内容存档于2017-12-21） （法语）.
7. ↑  Gad Freudenthal, Samuel S. Kottek, Paul Fenton Compilé par Gad Freudenthal, Samuel S. Kottek. . BRILL. 2002. ISBN 978-90-04-12522-3 （法语）.
8. ↑  montpellier-tourisme.fr. . montpellier-tourisme.fr.   [2019-10-10]. （原始内容存档于2017-09-01） （法语）. En 1180, Guilhem VIII, alors seigneur de Montpellier, signa un édit stipulant que quiconque avait le droit d’enseigner la médecine à Montpellier. Le destin de la ville en fut changé à jamais et Montpellier connut un rayonnement international sans précédent.
9. ↑  Dom Claude Devic et Dom Joseph Vaissète. . édition Privat. 1872 （法语）.
10. ↑  montpellier-infos.fr. . montpellier-infos.fr.   [2019-10-10]. （原始内容存档于2017-06-03） （法语）. La vente de la Seigneurie à Philippe de Valois, au milieu du XIVe siècle marque le retour dans le giron de la couronne de France, mais aussi le début d’un long déclin
11. ↑  montpellier.fr. . montpellier.fr.   [2019-10-10]. （原始内容存档于2018-09-23） （法语）.
12. ↑  Guide SECRET de MONTPELLIER et de ses environs, , P120
13. ↑  Jack Alden Clarke. . Springer. 1997. ISBN 978-9024701933 （英语）.
14. ↑  Louis Secondy. . les Presses du Languedoc. 1988 （法语）.
15. ↑  Marion LE TREUT. . Montpellier Agglomération. 2012: p73. ISBN 978-2-9539382-1-0 （法语）. La toute première place datant de 1755 s'étend hors des murs au niveau de la porte de Lattes
16. ↑  cassini.ehess.fr. . cassini.ehess.fr.   [2019-10-10]. （原始内容存档于2013-11-03） （法语）. La vente de la Seigneurie à Philippe de Valois, au milieu du XIVe siècle marque le retour dans le giron de la couronne de France, mais aussi le début d’un long déclin
17. ↑  Montpellier Agglomération.  (PDF). Harmonie. 2011  [2019-10-09]. （原始内容 (PDF)存档于2018-07-05） （法语）. Jules Pagézy (1802-1882) fut pendant 17ans maire de Montpellier. Il a impulsé une dynamique de grands travaux et d’équipements qui ont profondément marqué le paysage urbain de la ville. Évocation d’un maire bâtisseur et visionnaire.
18. ↑  Danielle et Roland Jolivet. . Fournié. 1996: p20. ISBN 2951398433 （法语）.
19. ↑  vin-terre-net.com. . vin-terre-net.com.   [2019-10-10]. （原始内容存档于2010-11-30） （法语）. 09 juin 1907, plus de 600 000 personnes manifestent dans les rues de Montpellier
20. ↑  Marcel Lachiver. . É. Fayard. 1988. ISBN 221302202X （法语）.
21. ↑  Stéphane Simonnet, Claire Levasseur et Guillaume Balavoine. . Autrement. 2004. ISBN 978-2-746-70495-4 （法语）.
22. ↑  herault.gouv.fr. . herault.gouv.fr.   [2019-10-10] （法语）.[]

- 地理类

1. ↑  J.M. Miossec. . Quadrige/PUF. 2008. ISBN 978-2-13-056665-6 （法语）.
2. ↑  BRGM. . brgm.fr.   [2019-10-10]. （原始内容存档于2017-04-23） （法语）.
3. ↑  herault.fr. . herault.fr. 2012-01-03  [2019-10-10]. （原始内容存档于2020-08-17） （法语）.
4. ↑  infoclimat.fr. . infoclimat.fr.   [2019-10-10]. （原始内容存档于2021-12-18） （法语）.
5. ↑  lemonde.fr. . lemonde.fr. 2012-09-13  [2019-10-10]. （原始内容存档于2016-03-04） （法语）.
6. ↑  pluiesextremes.meteo.fr. . pluiesextremes.meteo.fr.   [2019-10-10]. （原始内容存档于2019-01-31） （法语）.
7. ↑  francetvinfo.fr. . francetvinfo.fr.   [2019-10-10]. （原始内容存档于2018-03-01） （法语）. 30 centimètres de neige sont tombés en 24 heures sur Montpellier (Hérault).
8. ↑  20minutes.fr. . 20minutes.fr. 2018-02-28  [2019-10-10]. （原始内容存档于2018-08-18） （法语）. Nombreux sont les Montpelliérains qui n’avaient jamais connu un tel épisode neigeux
9. ↑  francebleu.fr. . francebleu.fr. 2019-06-28  [2019-10-10]. （原始内容存档于2019-07-19） （法语）. Il a fait 44 degrés ce vendredi à Montpellier.
10. ↑  . Meteo France.   [January 7, 2016]. （原始内容存档于2018-01-14） （法语）.
11. ↑  . Meteo France.   [January 7, 2016]. （原始内容存档于2017-10-14） （法语）.
12. ↑  . Infoclimat.   [January 7, 2016]. （原始内容存档于2012-07-20） （法语）.
13. ↑  insee.fr. . insee.fr.   [2019-10-10]. （原始内容存档于2019-08-10） （法语）.
14. ↑  insee.fr. . insee.fr.   [2021-05-02]. （原始内容存档于2021-05-02） （法语）.
15. ↑  sig.ville.gouv.fr. . sig.ville.gouv.fr.   [2019-10-10]. （原始内容存档于2019-10-06） （法语）.
16. ↑  Cassini. . cassini.ehess.fr.   [2021-05-02]. （原始内容存档于2021-02-10） （法语）.
17. ↑  insee.fr. . insee.fr.   [2021-05-02]. （原始内容存档于2021-05-01） （法语）.
18. ↑  Commune de Montpellier (34172) - commune actuelle（法文）

- 社科类

1. ↑  montpellier3m.fr. . montpellier3m.fr.   [2019-10-10]. （原始内容存档于2019-07-27） （法语）.
2. ↑  insee.fr. . insee.fr.   [2021-05-02]. （原始内容存档于2018-07-24） （法语）.
3. ↑  insee.fr. . insee.fr.   [2021-05-02]. （原始内容存档于2020-11-10） （法语）.
4. ↑  midilibre.fr. . midilibre.fr. 2018-02-27  [2019-10-10]. （原始内容存档于2018-04-02） （法语）.
5. ↑  herault-transport.fr. . herault-transport.fr.   [2019-10-10]. （原始内容存档于2019-05-08） （法语）.
6. ↑  lio.laregion.fr.  (PDF). lio.laregion.fr.   [2019-10-10]. （原始内容 (PDF)存档于2020-12-15） （法语）.
7. ↑  montpellier3m.fr. . montpellier3m.fr.   [2019-10-10]. （原始内容存档于2019-07-27） （法语）.
8. ↑  montpellier.fr. . montpellier.fr.   [2019-10-10]. （原始内容存档于2019-09-22） （法语）.
9. ↑  ligne-montpellier-perpignan.com. . ligne-montpellier-perpignan.com.   [2019-10-10]. （原始内容存档于2017-04-22） （法语）.
10. ↑  gares-sncf.com. . gares-sncf.com.   [2019-10-10]. （原始内容存档于2019-07-13） （法语）.
11. ↑  ressources.data.sncf.com. . ressources.data.sncf.com.   [2019-10-10]. （原始内容存档于2022-05-23） （法语）.
12. ↑  gares-sncf.com. . gares-sncf.com.   [2019-10-10]. （原始内容存档于2018-07-09） （法语）.
13. ↑  francetvinfo.fr. . francetvinfo.fr.   [2019-10-10]. （原始内容存档于2019-04-22） （法语）.
14. ↑  montpellier.aeroport.fr. . montpellier.aeroport.fr.   [2019-10-10]. （原始内容存档于2019-07-05） （法语）.
15. ↑  tam-voyages.com. . tam-voyages.com.   [2019-10-10]. （原始内容存档于2019-05-18） （法语）.
16. ↑  tam-voyages.com. . tam-voyages.com.   [2019-10-10]. （原始内容存档于2019-05-19） （法语）. 4 lignes de tramway, 84 stations et 56 km de rails
17. ↑  montpellier-tourisme.fr. . montpellier-tourisme.fr.   [2019-10-10]. （原始内容存档于2018-01-08） （法语）. Le tramway de Montpellier Méditerranée Métropole a été élu « plus beau tramway de France » parmi les douze plus grands réseaux de transports français.
18. ↑  20 Minutes. . 20minutes.fr. 2020-06-28  [2020-06-28]. （原始内容存档于2021-04-23） （法语）.
19. ↑  rtl.fr. . rtl.fr.   [2019-10-10]. （原始内容存档于2016-02-05） （法语）.
20. ↑  lepoint.fr. . lepoint.fr. 2018-05-18  [2019-10-10]. （原始内容存档于2019-03-23） （法语）. À deux ans des municipales, LREM se déchire sur l'éventuel soutien à accorder au maire, qui continue à jouer la carte de l'indépendance.
21. ↑  Le Monde. . Le Monde.   [2019-10-10]. （原始内容存档于2019-04-11） （法语）.
22. ↑  legifrance.gouv.fr. . legifrance.gouv.fr. 2014-02-20  [2019-10-10]. （原始内容存档于2019-03-27） （法语）.
23. ↑  linternaute. . linternaute.   [2019-10-10]. （原始内容存档于2019-10-06） （法语）.
24. ↑  Manageo (编). . manageo.fr.   [2021-05-02]. （原始内容存档于2021-05-02） （法语）.
25. ↑  Le Figaro (编). . entreprises.lefigaro.fr.   [2021-05-02]. （原始内容存档于2021-05-03） （法语）.
26. ↑  gres-de-montpellier.com. . gres-de-montpellier.com.   [2019-10-10]. （原始内容存档于2019-03-10） （法语）. Les Grés de Montpellier s’étendent de l’est à l’ouest de Montpellier, ils sont limités par la vallée de l’Hérault à l’Ouest, par la région du Pic Saint Loup au Nord, par la vallée du Vidourle à l’est et par le littoral au Sud.
27. ↑  entreprendre-montpellier.com. . entreprendre-montpellier.com. 2018-06-20  [2019-10-10]. （原始内容存档于2020-12-25） （法语）. La société américaine IBM s’est implantée il y a cinquante ans à Montpellier. Avec 800 salariés, c’est aujourd’hui l’un des plus importants centres informatiques d’IBM dans le monde
28. ↑  montpellier3m.fr. . montpellier3m.fr. 2019-07-11  [2019-10-10]. （原始内容存档于2019-07-19） （法语）.
29. ↑  letudiant.fr. . letudiant.fr. 2019-09-20  [2019-10-10]. （原始内容存档于2019-09-29） （法语）.
30. ↑  JDN. . JDN.   [2019-10-10]. （原始内容存档于2019-10-06） （法语）.
31. ↑  JDN. . JDN.   [2019-10-10]. （原始内容存档于2019-10-06） （法语）.
32. ↑  Ministère de la Cohésion des territoires et des Relations avec les collectivités territoriales (编). . cohesion-territoires.gouv.fr.   [2021-05-02]. （原始内容存档于2021-05-02） （法语）.
33. ↑  JDN. . JDN.   [2019-10-10]. （原始内容存档于2019-10-06） （法语）.
34. ↑  ville-data.com. . ville-data.com.   [2019-10-10]. （原始内容存档于2019-10-06） （法语）.
35. ↑  journaldunet.com. . journaldunet.com.   [2019-10-10]. （原始内容存档于2019-03-01） （法语）.
36. ↑  montpellier.fr. . montpellier.fr.   [2019-10-10]. （原始内容存档于2018-05-01） （法语）.
37. ↑  linternaute. . linternaute.   [2019-10-10]. （原始内容存档于2019-10-06） （法语）.
38. ↑  ville-data.com. . ville-data.com. 2019-10-10  [2019-10-10]. （原始内容存档于2022-05-23） （法语）. Le nombre total de lycéens et de collégiens est de 24 844 enfants scolarisés.
39. ↑  ville-data.com. . ville-data.com.   [2019-10-10]. （原始内容存档于2022-05-23） （法语）. Classé 113 sur 2295 lycées au niveau national. Le lycée Privé LYCEE NEVERS (GENERAL ET TECHNO.) de MONTPELLIER a présenté un effectif total de 271 élèves au bac l'an dernier dont 19 élèves en série L, 66 élèves en série ES, 127 en S, 59 en STMG, 0 en STG son taux de réussite au bac, toutes séries confondues est de 100 % son taux de mention au bac, toutes séries confondues est de 79 %. Le taux d'accès des élèves du lycée LYCEE NEVERS (GENERAL ET TECHNO.) de la seconde au bac est de 88 %.
40. ↑  chu-montpellier.fr. . chu-montpellier.fr.   [2019-10-10]. （原始内容存档于2019-06-20） （法语）.
41. ↑  linternaute. . linternaute.   [2019-10-10]. （原始内容存档于2019-10-06） （法语）.
42. ↑  montpellierm3.fr. . montpellierm3.fr.   [2019-10-10]. （原始内容存档于2019-07-27） （法语）.
43. ↑  linternaute. . linternaute.   [2019-10-10]. （原始内容存档于2019-10-06） （法语）.
44. ↑  odysseum.klepierre.fr. . odysseum.klepierre.fr. 2019-07-12  [2019-10-10]. （原始内容存档于2019-04-10） （法语）.
45. ↑  montpellierm3.fr. . montpellierm3.fr.   [2019-10-10]. （原始内容存档于2019-06-11） （法语）.
46. ↑  montpellier3m.fr. . montpellier3m.fr.   [2019-10-10]. （原始内容存档于2019-10-06） （法语）.
47. ↑  linternaute.com. . linternaute.com.   [2019-10-10]. （原始内容存档于2019-10-06） （法语）. Montpellier possède 41 sites pollués sur son territoire
48. ↑  demarchesadministratives.fr. . demarchesadministratives.fr.   [2019-10-10]. （原始内容存档于2019-10-06） （法语）.
49. ↑  demarchesadministratives.fr. . demarchesadministratives.fr.   [2019-08-01]. （原始内容存档于2019-10-06） （法语）.
50. ↑  pompiercenter.com. . pompiercenter.com.   [2019-10-10]. （原始内容存档于2019-10-06） （法语）.
51. ↑  linternaute.com. . linternaute.com.   [2019-10-10]. （原始内容存档于2019-10-06） （法语）.
52. ↑  linternaute.com. . linternaute.com.   [2019-10-10]. （原始内容存档于2019-10-06） （法语）.
53. ↑  lafibreoptique.fr. . lafibreoptique.fr.   [2019-10-10]. （原始内容存档于2017-12-13） （法语）.
54. ↑  pss-archi.eu. . pss-archi.eu.   [2019-10-10]. （原始内容存档于2018-12-31） （法语）.
55. ↑  ariase.com. . ariase.com.   [2019-10-10]. （原始内容存档于2018-08-09） （法语）.
56. ↑  midilibre.fr. . midilibre.fr.   [2019-10-10]. （原始内容存档于2019-09-18） （法语）.
57. ↑  mediatheques.montpellier3m.fr. . mediatheques.montpellier3m.fr.   [2019-10-10]. （原始内容存档于2016-04-28） （法语）.
58. ↑  biu-montpellier.fr. . biu-montpellier.fr.   [2019-10-10]. （原始内容存档于2019-03-30） （法语）.
59. ↑  montpellier3m.fr. . montpellier3m.fr.   [2019-10-10]. （原始内容存档于2019-10-06） （法语）.
60. ↑  montpellier.fr. . montpellier.fr.   [2019-10-10]. （原始内容存档于2019-10-06） （法语）. Montpellier « Capitale sport » : l’excellence de ses équipes contribue à l’attractivité de la ville. La priorité donnée aux équipements et aux clubs de proximité favorise le sport pour tous.
61. ↑  . 20 Minutes. 2012-12-04  [2019-10-10]. （原始内容存档于2022-04-12）.
62. ↑  montpellier.fr. . montpellier.fr.   [2019-10-10]. （原始内容存档于2017-08-26） （法语）.
63. ↑  montpellier.fr. . montpellier.fr.   [2019-10-10]. （原始内容存档于2018-10-15） （法语）.

- 文化类

1. ↑  Louis Dulieu. . Les Presses universelles. 1981 （法语）.
2. ↑  legifrance.gouv.fr. . legifrance.gouv.fr.   [2019-10-10]. （原始内容存档于2022-05-23） （法语）.
3. ↑  legifrance.gouv.fr. . legifrance.gouv.fr.   [2019-10-10]. （原始内容存档于2020-01-27） （法语）.
4. ↑  legifrance.gouv.fr. . legifrance.gouv.fr.   [2019-10-10]. （原始内容存档于2022-05-23） （法语）.
5. ↑  culture.gouv.fr. . culture.gouv.fr.   [2019-10-10] （法语）.[]
6. ↑  voyages.michelin.fr. . voyages.michelin.fr.   [2019-10-10]. （原始内容存档于2022-05-23） （法语）.
7. ↑  montpellier-tourisme.fr. . montpellier-tourisme.fr.   [2019-10-10]. （原始内容存档于2019-05-02） （法语）.
8. ↑  FÉDÉRATION FRANÇAISE DE FOOTBALL - LIGUE DE FOOTBALL D'OCCITANIE (编). . occitanie.fff.fr.   [2021-05-02]. （原始内容存档于2021-05-03） （法语）.
9. ↑  mhscfoot.com. . mhscfoot.com.   [2019-10-10]. （原始内容存档于2019-10-06） （法语）.
10. ↑  montpellier-rugby.com. . montpellier-rugby.com.   [2019-10-10]. （原始内容存档于2019-08-01） （法语）.
11. ↑  keldelice.com. . keldelice.com.   [2019-10-10]. （原始内容存档于2019-01-15） （法语）.
12. ↑  languedoc-wines.com. . languedoc-wines.com.   [2019-10-10]. （原始内容存档于2021-03-07） （法语）.
13. ↑  restaurant.michelin.fr. . restaurant.michelin.fr.   [2019-10-10]. （原始内容存档于2019-10-07） （法语）. 9 Restaurants trouvés
14. ↑  Jean-Claude Rivière. . Paris: L'Information Grammaticale. 1982: P14-18  [2019-09-01]. （原始内容存档于2018-06-03） （法语）.
15. ↑  culture.gouv.fr. . culture.gouv.fr.   [2019-10-10]. （原始内容存档于2019-03-30） （法语）.
16. ↑  lamosqueeducoin.com. . lamosqueeducoin.com.   [2019-10-10]. （原始内容存档于2018-10-05） （法语）.
17. ↑  france3-regions.francetvinfo.fr. . france3-regions.francetvinfo.fr.   [2019-10-10]. （原始内容存档于2018-05-29） （法语）. Montpellier fut la première ville en France à donner un local à une association de gay et lesbienne. C'était en 1977.
18. ↑  actu.fr. . actu.fr.   [2019-10-10]. （原始内容存档于2022-04-09） （法语）. L'équipe de Fierté Montpellier Pride a présenté vendredi l'organisation de la 26ème édition de la Gay Pride, fixée au samedi 20 juillet, dans les rues de Montpellier.
19. ↑  . France 24. 2013-05-29  [2019-10-10]. （原始内容存档于2018-05-01）.
20. ↑  . France Bleu. 2019-07-10  [2019-10-10]. （原始内容存档于2019-07-10）.

- 综合资料

1. 1 2  communes.com. . communes.com.   [2019-10-10]. （原始内容存档于2022-05-23） （法语）.
2. 1 2 3  Jean-Claude BOYER, Laurent CARROUÉ, Jacques GRAS, Anne LE FUR, Solange MONTANGNÉ-VILLETTE. . Paris: Armand Collin. 2009: p159-172. ISBN 978-2-200-35573-9 （法语）.
3. 1 2 3 4 5 6 7 8 9 10 11 12  Géoportail. . Géoportail.   [2019-10-10]. （原始内容存档于2017-01-29） （法语）.
4. 1 2 3  . linternaute.fr.   [2021-05-02]. （原始内容存档于2019-06-19） （法语）.
5. 1 2  linternaute. . linternaute.   [2019-10-10]. （原始内容存档于2019-10-06） （法语）.
6. 1 2  montpellier.fr. . montpellier.fr.   [2019-10-10]. （原始内容存档于2018-10-01） （法语）.
7. ↑  . www.citypopulation.de.   [2025-01-17].
8. 1 2  voyages.michelin.fr. . voyages.michelin.fr.   [2019-10-10]. （原始内容存档于2019-10-04） （法语）.
9. 1 2 3  . linternaute.com.   [2021-05-02]. （原始内容存档于2019-10-06） （法语）.
10. 1 2 3 4  linternaute.com. . linternaute.com.   [2019-10-10]. （原始内容存档于2019-10-06） （法语）.
11. 1 2  linternaute. . linternaute.   [2019-10-10]. （原始内容存档于2019-10-06） （法语）.